# 19. September
Der 19. September ist der 262. Tag des gregorianischen Kalenders (der 263. in Schaltjahren), somit bleiben 103 Tage bis zum Jahresende.

## Ereignisse

### Politik und Weltgeschehen
- 0335: Dalmatius wird von seinem Onkel Konstantin dem Großen zum Caesar ernannt.
- 1188: Lübeck erhält durch das Barbarossa-Privileg von Kaiser Friedrich I. eine Garantie seiner Rechte und seines Landgebietes.

1356: Schlacht von Poitiers

- 1356: In der Schlacht von Poitiers während des Hundertjährigen Krieges feiern die Engländer unter Edward of Woodstock einen großen Sieg über die Franzosen. Der französische König Johann II. gerät in englische Gefangenschaft.
- 1370: Edward of Woodstock, der Schwarze Prinz, plündert mit seinen Soldaten die sich ihm widersetzende Stadt Limoges im Herzogtum Guyenne. Bei der sechs Tage andauernden Strafaktion werden ungefähr 3000 Einwohner getötet.
- 1410: Die Belagerung der Marienburg des Deutschen Ordens durch das vereinigte polnisch-litauische Heer unter dem polnischen König Władysław II. Jagiełło und dem litauischen Großfürsten Vytautas wird ergebnislos beendet.
- 1471: Die Truppen des Osmanischen Reiches erobern die Festung Počitelj im Neretva-Tal und erkämpfen sich so den Zugang nach Zentralbosnien.
- 1532: Das Gros der türkischen Streiftruppen, die unter Kasim Bey tief ins südliche Niederösterreich vorgedrungen sind, wird auf dem Rückzug am Steinfeld vernichtet.
- 1657: Im Vertrag von Wehlau erhält Kurfürst Friedrich Wilhelm die Souveränität über Preußen von Polens König Johann II. Kasimir.
- 1734: Im Polnischen Thronfolgekrieg halten nahe dem Fluss Po französisch-piemontesische Truppen in der Schlacht bei Guastalla einem Angriff einer österreichischen Armee Stand.
- 1777: Mit der Schlacht von Freeman’s Farm beginnt die Schlacht von Saratoga, die den Wendepunkt im Amerikanischen Unabhängigkeitskrieg darstellt.
- 1799: Während des Zweiten Koalitionskrieges gelingt französisch-niederländischen Truppen in der Schlacht bei Bergen ein Abwehrerfolg gegen eine britisch-russische Expeditionsstreitmacht.

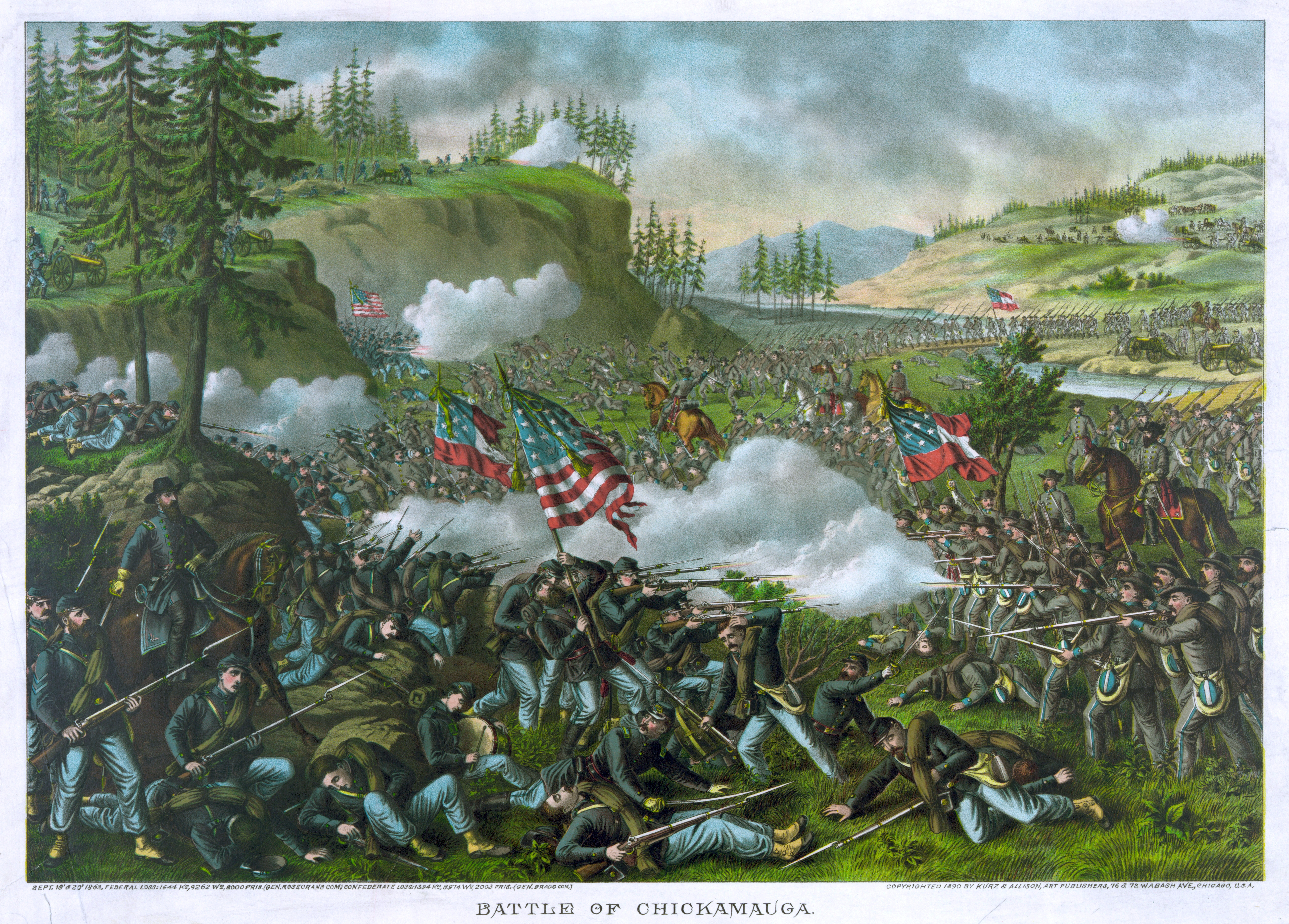
1863: Die Schlacht von Chickamauga

- 1835: In der südbrasilianischen Provinz Rio Grande do Sul beginnt die Farrapen-Revolution.
- 1863: Die Schlacht am Chickamauga während des Amerikanischen Sezessionskrieges beginnt.
- 1870: Die Belagerung von Paris im Deutsch-Französischen Krieg beginnt.
- 1893: In Neuseeland erhalten Frauen das aktive Wahlrecht.
- 1900: Der Zweite Burenkrieg wird von britischer Seite nach der Besetzung von Transvaal und dem Oranje-Freistaat – verfrüht – als siegreich beendet erklärt.
- 1916: Die Schlacht von Tabora in der Kolonie Deutsch-Ostafrika endet mit der Übergabe der Stadt an die Alliierten.
- 1918: Mit dem Ende der Palästinaschlacht bei Megiddo kommt es zum Zusammenbruch der ganzen dort verlaufenden Front des Osmanischen Reiches. Die Truppen der Briten unter Edmund Allenby besiegen in der letzten großen Schlacht des Ersten Weltkriegs im Nahen Osten die von Otto Liman von Sanders befehligte osmanische Armee.
- 1939: In der zehntägigen Schlacht an der Bzura besiegt die Wehrmacht die polnischen Truppen. 170.000 Soldaten geraten in deutsche Kriegsgefangenschaft.

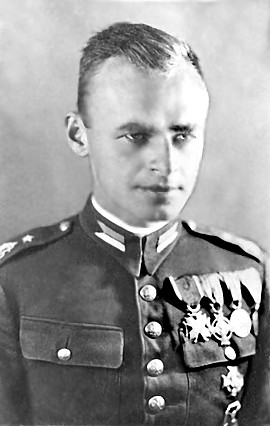
1940: Witold Pilecki

- 1940: Der Widerstandskämpfer Witold Pilecki lässt sich in Warschau von den deutschen Besatzern aufgreifen, um ins KZ Auschwitz zu gelangen.
- 1941: Während des Krieges gegen die Sowjetunion erobern deutsche Truppen die ukrainische Hauptstadt Kiew.
- 1941: Die Polizeiverordnung vom 1. September des Jahres tritt in Kraft. Alle Juden im Deutschen Reich werden gezwungen, den Judenstern zu tragen. Fortan ist für sie auch ein Wechsel des Wohnsitzes genehmigungspflichtig.
- 1944: Ein Waffenstillstandsvertrag zwischen Finnland und der Sowjetunion beendet den sogenannten Fortsetzungskrieg. Finnland wird darin verpflichtet, die bisher verbündeten deutschen Truppen aus seinem Staatsgebiet zu vertreiben, was zum Lapplandkrieg führt.

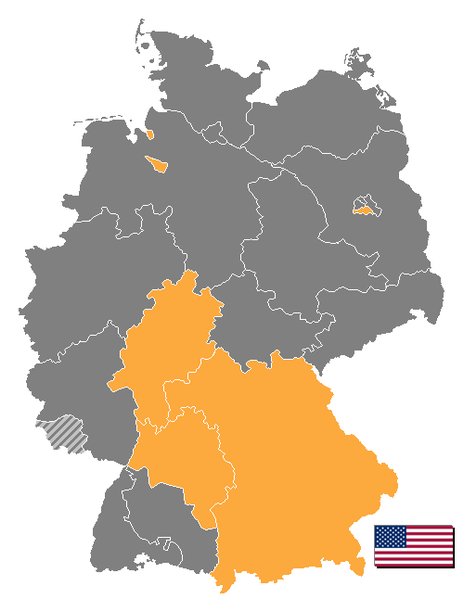
1945: US-amerikanische Besatzungszone

- 1945: In Deutschlands US-amerikanischer Besatzungszone gibt die Militärregierung mit der Proklamation Nr. 2 die Gründung von Groß-Hessen, Württemberg-Baden und Bayern bekannt.
- 1946: Winston Churchill hält vor der Akademischen Jugend in Zürich seine „Europa-Rede“.
- 1950: Der Adenauer-Erlass soll die Verwaltung der Bundesrepublik frei von Verfassungsfeinden halten. Mitglieder verfassungsfeindlicher Organisationen werden aus dem öffentlichen Dienst entlassen.
- 1955: Der letzte sowjetische Besatzungssoldat verlässt Österreich.
- 1965: Bei den fünften Bundestagswahlen in Deutschland erringen die Unionsparteien 47,6 % der abgegebenen Stimmen.
- 1972: In der Bundesrepublik löst das Bundes-Waffengesetz die Waffengesetzgebung des NS-Staates ab.
- 1976: Die Wahl zum Schwedischen Reichstag beschert den seit 1932 regierenden Sozialdemokraten eine Niederlage. Nur mehr 42,75 % der Stimmen für Olof Palmes Partei eröffnen dem bürgerlichen Lager das Bilden einer Koalitionsregierung unter Ministerpräsident Thorbjörn Fälldin.

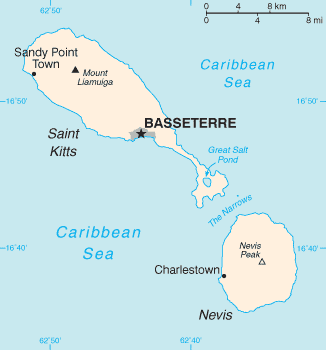
1983: St. Kitts and Nevis

- 1983: St. Kitts und Nevis werden von Großbritannien unabhängig.
- 1986: Die Konferenz über Sicherheits- und Vertrauensbildende Maßnahmen und Abrüstung in Europa (KVAE) geht in Stockholm mit dem Schlussdokument zu Ende. Nach dieser KSZE-Folgekonferenz werden unter anderem Ankündigungen von Militärmanövern und das Einladen von Beobachtern der Gegenseite zur Pflicht der Vertragspartner.
- 1986: Unter großer politischer Anteilnahme in der Bundesrepublik Deutschland wird in Saarlouis ein Abkommen über die erste deutsch-deutsche Städtepartnerschaft mit Eisenhüttenstadt unterzeichnet.
- 1989: Das Neue Forum stellt zur Wendezeit in der DDR einen Antrag auf Zulassung als politische Vereinigung.
- 1993: In Polen gewinnen die „Linken“ (Reformkommunisten: PSL und SLD) die zweiten freien Parlamentswahlen.
- 1994: Die USA intervenieren mit der Stationierung von Soldaten – nach 1915 zum zweiten Mal in der Geschichte des Landes – in Haiti, um später Jean-Bertrand Aristide wieder ins Präsidentenamt einzusetzen.
- 1995: Die New York Times und die Washington Post veröffentlichen das Manifest des Unabombers.
- 2002: Bei einem Putschversuch in der Elfenbeinküste bringen die Rebellen die nördliche Landeshälfte unter ihre Kontrolle.
- 2006: Bei einem Putsch in Thailand entmachtet das Militär die geschäftsführende Regierung von Thaksin Shinawatra.
- 2018: Im Verlaufe der Räumung des Hambacher Forsts stürzt der 27-jährige Dokumentarfilmer und Journalist Steffen Meyn von einem Baumhaus und kommt dabei zu Tode.
- 2022: Staatsbegräbnis der britischen Königin Elisabeth II.
- 2023: Aserbaidschan startet eine Militäroffensive gegen die Republik Arzach in der Region Bergkarabach; dies führt zur Flucht der armenischen Bevölkerung.

### Wirtschaft
- 1755: Die Stralsunder Fayencenmanufaktur wird vom Kaufmann Joachim Ulrich Giese gegründet.
- 1873: Der Gründerkrach erreicht New York City. Das in Eisenbahnen und Immobilien engagierte Bankhaus Jay Cooke & Company geht Bankrott. Es kommt zu einem Bankansturm der Anleger, die Börse New York Stock Exchange wird für zehn Tage geschlossen.
- 1876: Melville Bissell aus Grand Rapids (Michigan) wird für den ersten funktionierenden Staubsauger (Carpet Sweeper) das Patent erteilt.
- 1916: In Wahren bei Leipzig wird die Dux Automobil-Werke AG gegründet; der Hersteller von kleinen bis mittleren Lastkraftwagen sowie Personenkraftwagen geht aus der Automobilbauabteilung der Polyphon Musikwerke hervor.
- 1950: Die Europäische Zahlungsunion wird in Paris gegründet.
- 2000: Die USA normalisieren ihre Handelsbeziehungen zu China: Der Senat billigt mit 83 zu 15 Stimmen die Aufnahme Chinas in die Welthandelsorganisation (WTO).
- 2008: Zur Eindämmung der überbordenden Finanzkrise, die immer neue Großbanken mit unabsehbaren Konsequenzen in den Abgrund zu reißen droht, werden in den USA, Großbritannien und Deutschland Leerverkäufe von Bankaktien erschwert oder untersagt. Außerdem schildern US-Finanzminister Henry Paulson, Fed-Chef Ben Bernanke und der Chef der US-Börsenaufsicht Christopher Cox Präsident Bush und danach führenden Kongressmitgliedern einen umfassenden Rettungsplan für das Bankensystem. Dem US-Steuerzahler drohen damit gigantische Belastungen, die ohnehin schon hohe Staatsverschuldung der Vereinigten Staaten wird weiter steigen, die Rettungsmaßnahmen werden teilweise als Bankrotterklärung der freien Marktwirtschaft bezeichnet. Nach mehreren Tagen außergewöhnlicher Verluste reagieren die Aktienmärkte weltweit jedoch mit starken Kurssteigerungen. Der DAX gewinnt 5,56, der SMI 6,07 und der ATX 11,50 %.

### Wissenschaft und Technik

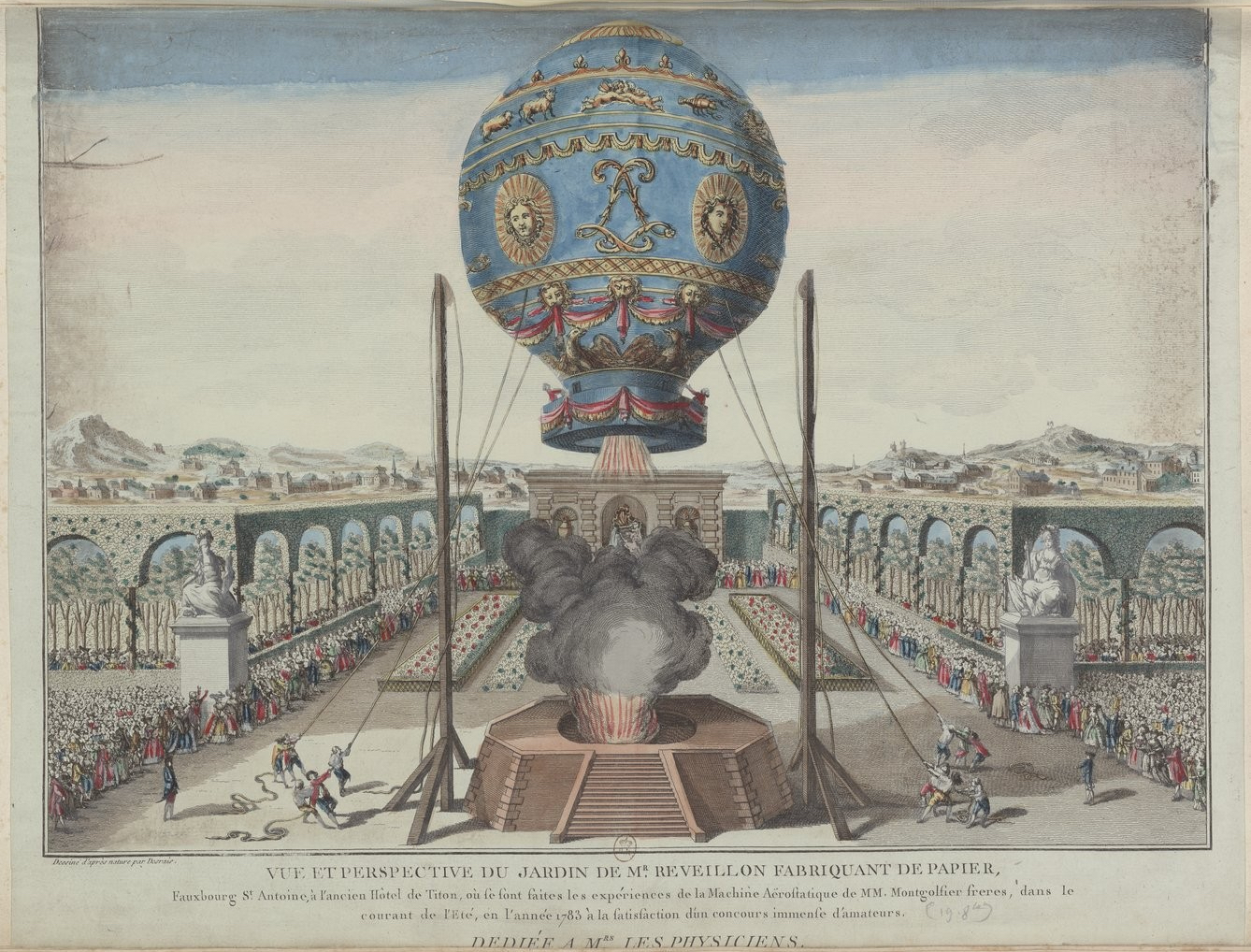
1783: Die „bemannte“ Montgolfière

- 1783: In Paris startet die erste „bemannte“ Montgolfière. Als Besatzung reisen ein Hammel, eine Ente und ein Hahn.
- 1902: Der Flugschiffkonstrukteur und Luftschiffer Stanley Spencer überfliegt als erster London.
- 1921: In Berlin wird die AVUS eingeweiht.
- 1982: Der Informatiker Scott E. Fahlman schlägt vor, für Scherze im E-Mail-Verkehr die aus drei ASCII-Zeichen gebildete Zeichenfolge :-) zu verwenden. Die ein Smiley nachbildenden Emoticons verbreiten sich bald über das Arpanet.
- 1988: Israel startet mit der Shavit-Rakete den Satelliten Ofeq 1.
- 1991: In den Ötztaler Alpen wird die Gletschermumie Ötzi gefunden.

### Kultur
- 1818: Die Grundsteinlegung für die erste Gedenkstätte für die Gefallenen der Befreiungskriege 1813 und 1815 auf dem Götzeschen Weinberg (später Kreuzberg) erfolgt in Berlin.
- 1888: Im belgischen Heilbad Spa findet die Wahl der ersten Schönheitskönigin statt. Bertha Soucaret, eine 18-jährige Kreolin aus Guadeloupe, wird unter insgesamt 350 Bewerberinnen gekürt und erhält 5000 Francs.
- 1898: Der Neubau der Königlichen Oper in Stockholm wird mit Adolf Fredrik Lindblads Oper Frondörerna (Die Rebellen) eingeweiht.
- 1951: Die Verfilmung des Bühnenstücks Endstation Sehnsucht von Tennessee Williams, mit Marlon Brando und Vivien Leigh in den Hauptrollen, hat Premiere. Regisseur ist Elia Kazan.

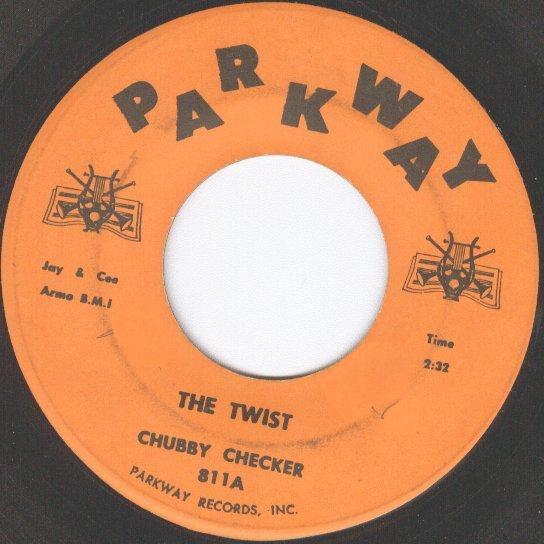
1960: The Twist

- 1960: Chubby Checkers Songinterpretation The Twist steht erstmals in den USA eine Woche lang an der Spitze der Billboard Hot 100. Der gleichnamige Tanz wird parallel zur Musik in aller Welt populär.
- 1970: Auf der Worthy Farm im Südwesten Englands findet das Pilton Pop, Blues & Folk Festival, Vorläufer des heutigen Glastonbury Festivals, statt.
- 1975: BBC2 strahlt die erste Folge von Fawlty Towers aus.
- 1981: Die Mainzer St.-Stephans-Kirche feiert die Übergabe von drei von Marc Chagall gestalteten Fenstern.
- 1981: Nach längerer Pause treten Simon & Garfunkel im Central Park gemeinsam auf, den Bürgermeister Ed Koch und die New Yorker Stadtverwaltung aus Kostengründen schließen wollen. Geschätzte 500.000 Zuschauer finden sich zum Concert in Central Park ein.
- 1990: Der Berliner Palast der Republik wird wegen Asbestbelastung geschlossen.
- 1991: Manta – Der Film, eine deutsche Actionkomödie von Royal Film, in der Regie von Peter Timm, mit Sebastian Rudolph und Nadeshda Brennicke in den Hauptrollen, läuft in den Kinos an.

1994: ER

- 1994: In den USA wird der Pilotfilm zur Fernsehserie Emergency Room – Die Notaufnahme (englisch ER) erstausgestrahlt.
- 1996: Der Science-Fiction-Film Independence Day von Roland Emmerich läuft in den deutschen Kinos an.
- 1998: Die Uraufführung der Oper A Streetcar Named Desire (deutsch Endstation Sehnsucht) von André Previn findet an der San Francisco Opera statt.

### Gesellschaft
- 1692: Der 80-jährige Farmer Giles Corey wird in Salem während der dortigen Hexenprozesse grausam zu Tode gefoltert.

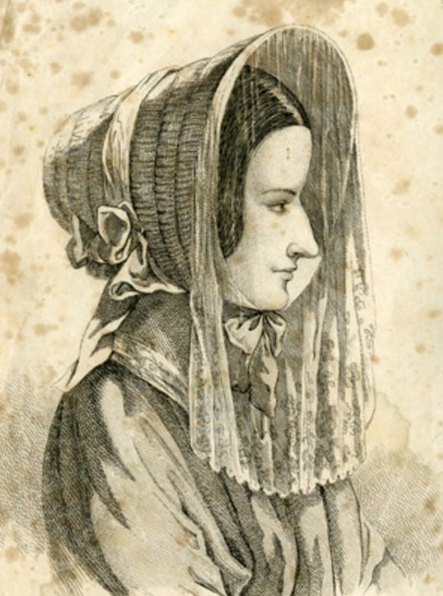
1841: Marie Lafarge

- 1841: Marie Lafarge wird im französischen Tulle wegen des Mordes an ihrem Mann Charles Lafarge zu lebenslanger Zwangsarbeit verurteilt. Es ist das weltweit erste Urteil auf der Grundlage eines toxikologisch-chemischen Beweises.
- 1980: Terry Fox, Aktivist im Kampf gegen Krebs (Marathon of Hope), wird mit dem Order of Canada ausgezeichnet.
- 1982: Der Informatiker Scott E. Fahlman schlägt im Bulletin Board vor, aus ASCII-Zeichen das weltberühmte Smileysignet elektronisch nachzubilden.
- 1990: Der Palast der Republik wird wegen Gesundheitsgefährdung durch Asbest geschlossen.

### Katastrophen
- 1450: Durch das Scheuen einiger Pferde und Maultiere, durch das unaufhörliche Nachrücken der Menschenmassen und die Rücksichtslosigkeit einer Reihe von Händlern kommt es auf der Engelsbrücke in Rom zu insgesamt 172 Toten. Papst Nikolaus V. lässt daraufhin alle Stände und Buden von der Brücke beseitigen und befiehlt, dass ein ungehinderter Durchgang gewährleistet sein müsse.
- 1981: Das brasilianische Flusspassagierschiff Sobral Santos kentert auf dem Amazonas, 300 Menschen sterben.
- 1985: Ein Erdbeben der Stärke 8,1 in Michoacán, Mexiko, fordert offiziell über 9500 Tote, inoffiziell mehr als 30.000.
- 1988: Der Hurrikan Gilbert löst sich über Texas auf. Der am 8. September bei den Leeward Islands entstandene tropische Wirbelsturm entwickelte sich zu einem der tödlichsten (318 Tote), kostspieligsten (Schäden von etwa 5,5 Milliarden US-Dollar) und stärksten Hurrikane (mit der dritthöchsten je gemessenen Geschwindigkeit).
- 1989: Eine McDonnell Douglas DC-10 der französischen UTA explodiert im Luftraum über Niger durch eine Bombe. Alle 171 Menschen an Bord sterben.
- 2017: Bei einem Erdbeben der Stärke 7,1 in Puebla, Mexiko, sterben über 300 Menschen.
- 2021: Auf der Kanareninsel La Palma begann der Vulkanausbruch im Cumbre Vieja.

### Sport

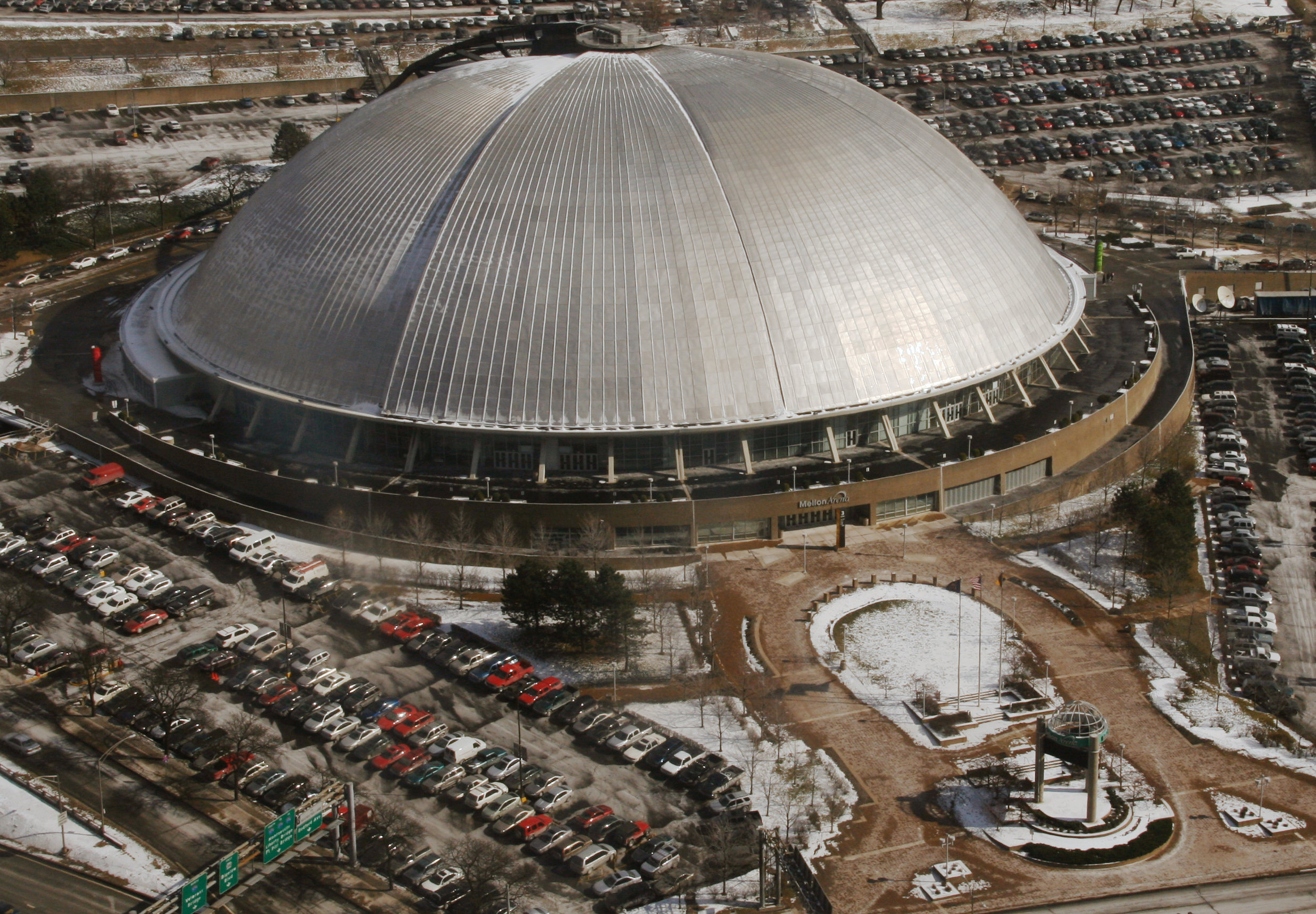
1961: Civic Arena

- 1961: Die Civic Arena in Pittsburgh wird eröffnet, das erste Stadion mit einer einziehbaren Kuppel.
- 2006: In Salzburg, Österreich, beginnt die Straßen-Radweltmeisterschaft.

Einträge von Leichtathletik-Weltrekorden befinden sich unter der jeweiligen Disziplin unter Leichtathletik.

## Geboren

### Vor dem 18. Jahrhundert

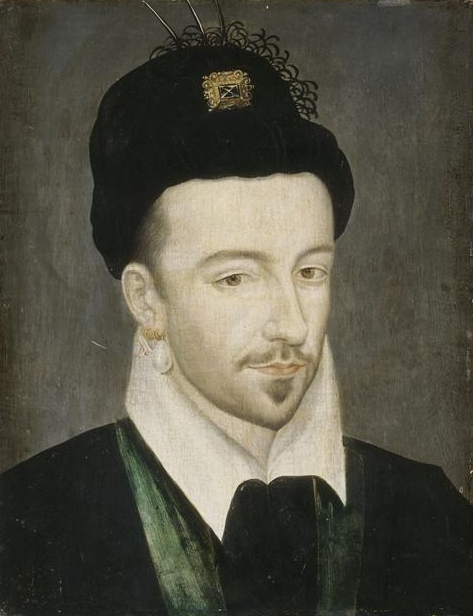
Heinrich III. (* 1551)

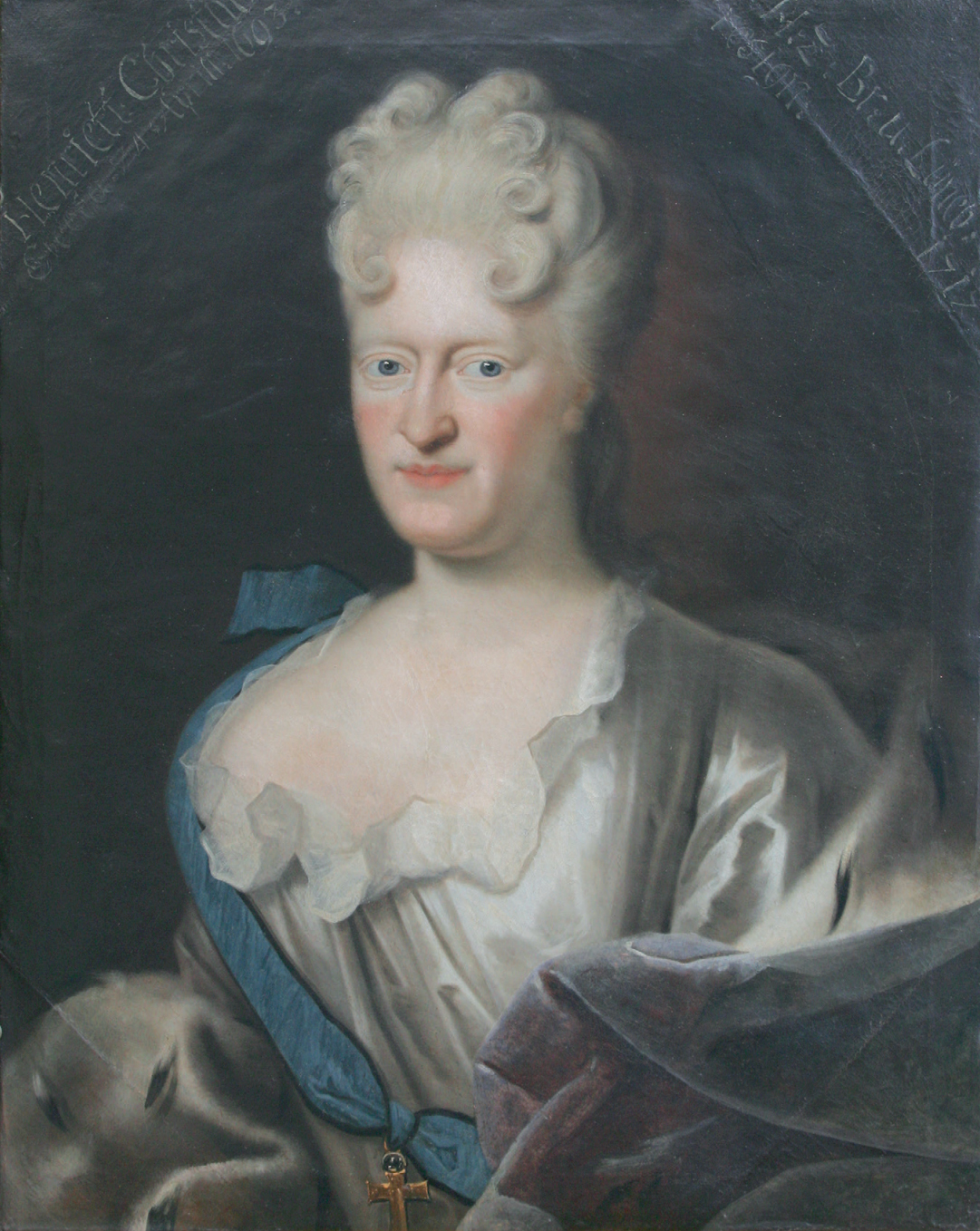
Henriette Christine von Braunschweig-Wolfenbüttel (* 1669)

- 0086: Antoninus Pius, römischer Kaiser
- 0866: Leo VI., byzantinischer Kaiser
- 1245: William de Vescy, 1. Baron Vescy, englischer Adeliger
- 1377: Albrecht IV., österreichischer Herzog
- 1386: Ambrogio Traversari, toskanischer Humanist und Theologe
- 1426: Maria von Kleve, Herzogin von Orléans
- 1526: Martin Crusius, deutscher Altphilologe und Historiker
- 1551: Heinrich III., französischer und polnischer König
- 1583: Heinrich Abermann, deutscher Historiker
- 1600: Johann Friedrich, Herzog von Sachsen-Weimar
- 1605: Martin Weise, deutscher Mediziner
- 1618: Matthäus Ferdinand Sobek von Bilenberg, Bischof von Königgrätz und Erzbischof von Prag
- 1669: Henriette Christine von Braunschweig-Wolfenbüttel, Äbtissin des Stiftes Gandersheim
- 1676: Damian Hugo Philipp von Schönborn-Buchheim, deutscher Geistlicher, Fürstbischof von Speyer und Konstanz, Kardinal
- 1683: Lorenz Heister, deutscher Anatom und Chirurg

### 18. Jahrhundert
- 1701: Johann Andreas Buttstedt, deutscher evangelischer Geistlicher und Hochschullehrer
- 1705: Marguerite-Antoinette Couperin, französische Cembalistin
- 1714: Charles Humphreys, US-amerikanischer Politiker

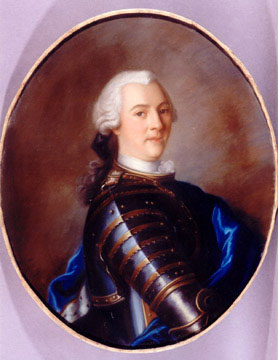
Emmanuel-Félicité de Durfort (* 1715)

- 1715: Emmanuel-Félicité de Durfort, Marschall von Frankreich
- 1722: Johann Philipp Burckhard Asbrand, deutscher Theologe
- 1727: Renatus von Zinzendorf, deutscher Kirchenlieddichter
- 1730: Augustin Pajou, französischer Bildhauer
- 1737: Charles Carroll, US-amerikanischer Politiker, Unterzeichner der Unabhängigkeitserklärung
- 1742: Roch-Ambroise Cucurron Sicard, französischer Geistlicher und Taubstummen-Lehrer
- 1749: Jean-Baptiste Joseph Delambre, französischer Astronom
- 1754: Johann Christoph Bathe, deutscher Rechtswissenschaftler
- 1754: Louis Claude Marie Richard, französischer Botaniker
- 1759: Adriana Ferrarese del Bene, venezianische Opernsängerin
- 1759: William Kirby, britischer Entomologe und Priester

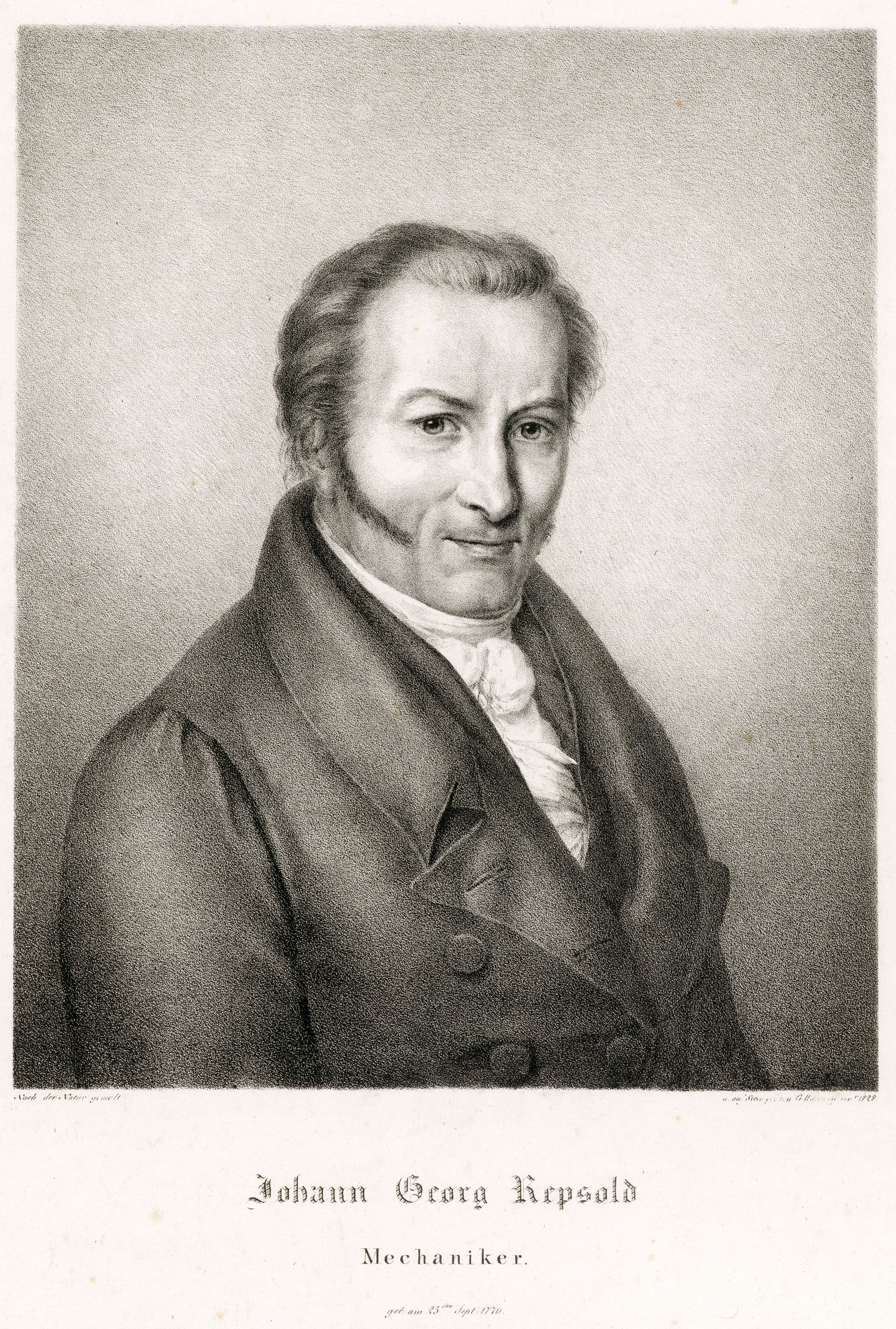
Johann Georg Repsold (* 1770)

- 1770: Johann Georg Repsold, deutscher Feinmechaniker
- 1773: Jan Isaac Wolterbeek, niederländischer Mediziner
- 1779: Valentin Sibbern, norwegischer Offizier und Politiker
- 1782: Karl von Fischer, deutscher Architekt
- 1783: Johann Gustav Gottlieb Büsching, deutscher Archäologe, Germanist und Volkskundler
- 1784: Casimir Conradi, deutscher Pfarrer und Schriftsteller
- 1792: William Backhouse Astor, US-amerikanischer Millionär
- 1792: Johann Michael Franz Birnbaum, deutscher Rechtsgelehrter und Dramatiker
- 1793: Johan Herman Mankel, schwedischer Organist, Komponist und Musikpädagoge
- 1797: Bernhard Sökeland, deutscher Philologe und Historiker
- 1798: Alexander Mendelssohn, deutscher Bankier
- 1799: Samuel Preiswerk, Schweizer Theologe

### 19. Jahrhundert

#### 1801–1850
- 1801: Jean-Valentin Bender, deutsch-belgischer Dirigent und Komponist
- 1802: Lajos Kossuth, ungarischer Rechtsanwalt, Politiker und Unabhängigkeitskämpfer, Nationalheld

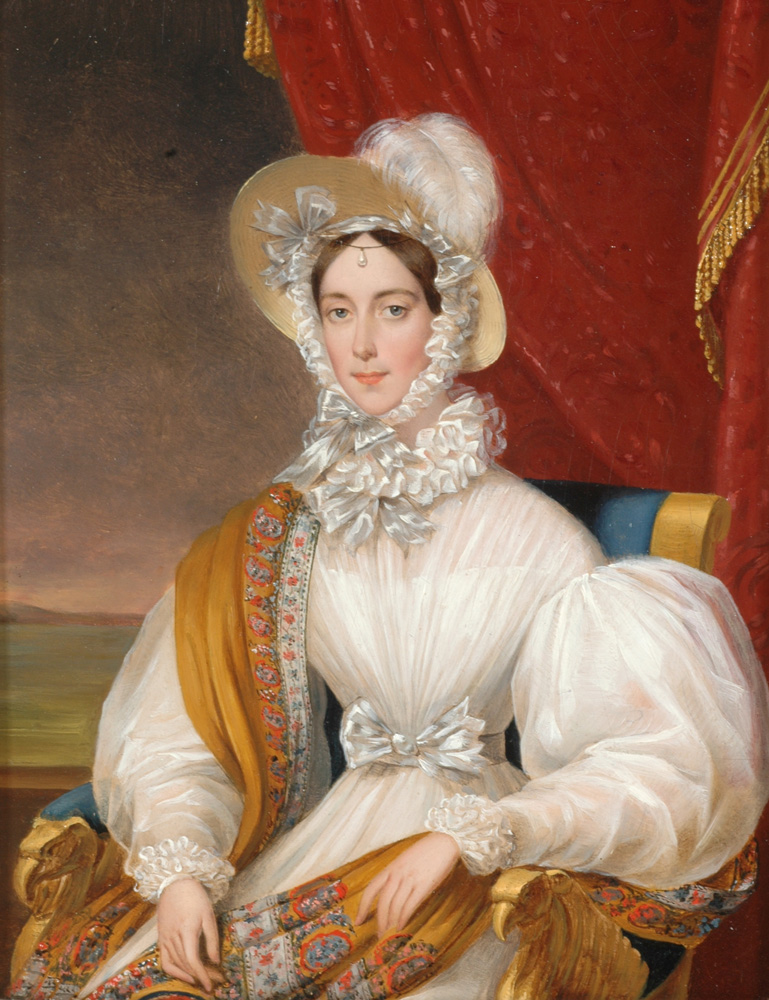
Maria Anna von Savoyen (* 1803)

- 1803: Maria Anna von Savoyen, Kaiserin von Österreich
- 1803: Maria Theresia von Savoyen, Herzogin von Lucca und Herzogin von Parma
- 1806: Fabre Geffrard, haitianischer Politiker, Staatspräsident
- 1807: Ehrenreich Eichholz, deutscher Redakteur, Schriftsteller und Liberaler
- 1808: Claude Paris, französischer Komponist
- 1810: Bernardo Pfiffer-Gagliardi, Schweizer Ingenieur und Politiker
- 1813: Christian Heinrich Friedrich Peters, deutscher Astronom
- 1822: Joseph R. West, US-amerikanischer General und Politiker, Senator
- 1828: Fridolin Anderwert, Schweizer Politiker, Bundesrat
- 1830: Théophile Ferron, französischer General und Kriegsminister
- 1832: Moses K. Armstrong, US-amerikanischer Politiker, Delegierter im US-Repräsentantenhaus
- 1834ː Anna von Helmholtz, Berliner Salonnière
- 1836: Karl Merz, US-amerikanischer Komponist
- 1848ː Margarete Hoenerbach, deutsche Malerin, Grafikerin, Medailleurin und Bildhauerin
- 1849: Friedrich Seifriz, österreichischer Gutsbesitzer und Politiker, Reichsrat

#### 1851–1900
- 1853: Florentino Ameghino, argentinischer Naturforscher und Zoologe, Paläontologe, Geologe und Anthropologe

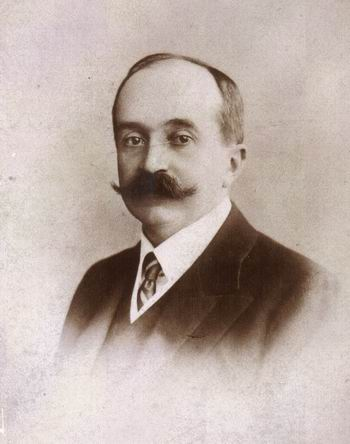
Michael von Braganza (* 1853)

- 1853: Michael von Braganza, portugiesischer Thronprätendent
- 1855: William Harris Ashmead, US-amerikanischer Entomologe
- 1859: Alfonso Chicherio-Sereni, Schweizer Bankier und Politiker
- 1862: Carl Apstein, deutscher Zoologe
- 1862: Augustin Wibbelt, deutscher römisch-katholischer Geistlicher sowie westfälischer Mundartdichter und -schriftsteller
- 1864: Carl Correns, deutscher Botaniker
- 1865: Oskar Dressel, deutscher Chemiker
- 1866: Ambrose Carmichael, australischer Politiker, Minister
- 1867: Arthur Rackham, britischer Illustrator
- 1869: Karl Heldmann, deutscher Historiker
- 1869: Ben Turpin, US-amerikanischer Stummfilmkomiker
- 1870: Willem Jan Aalders, niederländischer Theologe

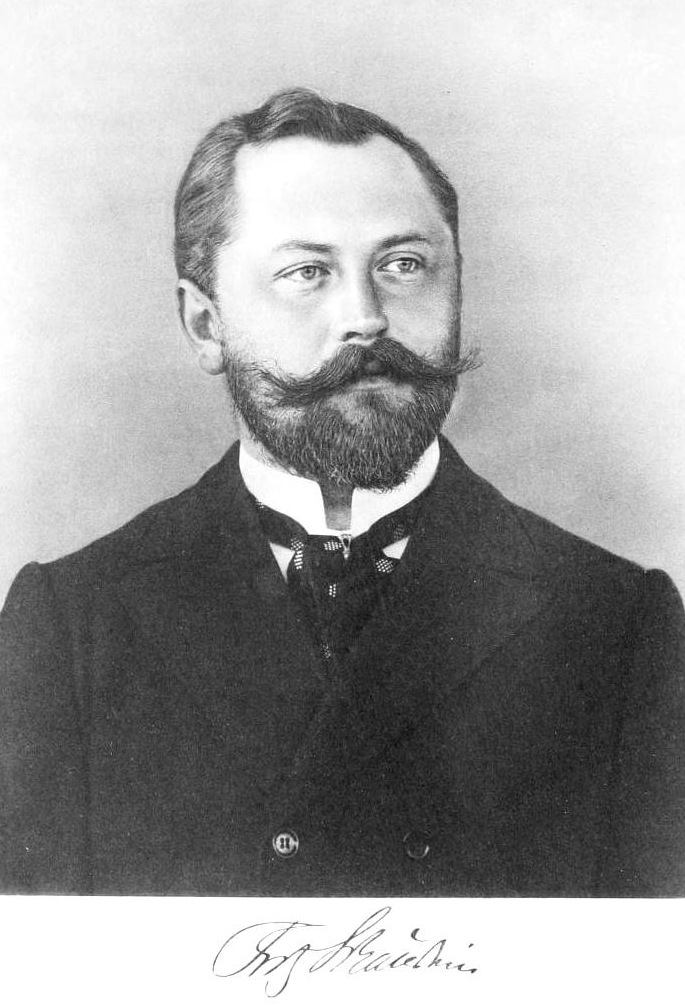
Fritz Schaudinn (* 1871)

- 1871: Fritz Schaudinn, deutscher Mikrobiologe
- 1872: Hanna Dauberger, österreichische Schauspielerin und Schriftstellerin
- 1875: Eugen Engel, deutsch-jüdischer Komponist
- 1878: Stefan I., bulgarischer Metropolit und Exarch
- 1878: Aurél Stromfeld, k.u.k. Offizier und Generalstabschef der Armee der Ungarischen Räterepublik
- 1880: Zequinha de Abreu, brasilianischer Komponist und Instrumentalist
- 1880: Abraham Asscher, niederländischer Diamantenhändler und Politiker
- 1882: Domingos Leite Pereira, portugiesischer Geistlicher und Politiker, Außenminister, Ministerpräsident
- 1882: Robert Storm Petersen, dänischer Maler, Cartoonist, Schnellzeichner, Conférencier, Kabarettist und Schauspieler
- 1883: Hjalmar Bergman, schwedischer Schriftsteller
- 1884: Constantin von Mitschke-Collande, deutscher Maler, Holzschneider und Lithograf
- 1884: Jean Rossel, Schweizer Jurist und Bundesrichter
- 1885: Hermann Kupferschmid, deutscher Maler und Radierer
- 1887: Erwein von Aretin, deutscher Journalist
- 1887: Lovie Austin, US-amerikanische Blues- und Jazz-Pianistin, Arrangeurin und Komponistin
- 1887: Lynne Overman, US-amerikanischer Schauspieler
- 1887: Mychajlo Skorulskyj, ukrainischer Komponist, Pianist, Dirigent und Hochschullehrer
- 1889: Charlotte von Rumohr, deutsche Malerin und Äbtissin

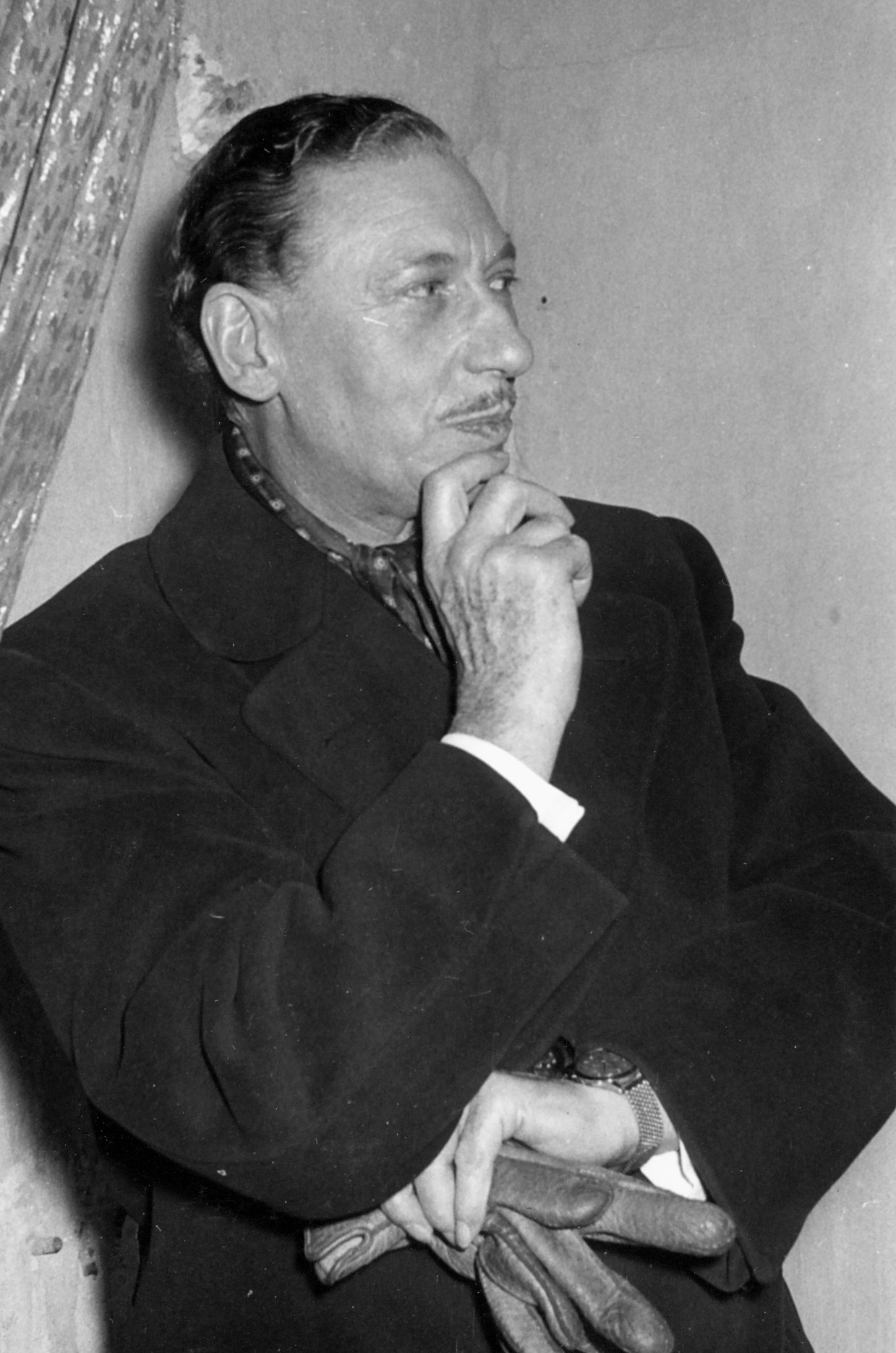
Willy Birgel (* 1891)

- 1891: Willy Birgel, deutscher Schauspieler
- 1891: Hans Heyck, deutscher Dichter und Schriftsteller
- 1893: Wilhelm Arnoul, deutscher Politiker, MdL, Regierungspräsident von Darmstadt
- 1893: Robert Howe, britischer Diplomat
- 1894: Gerhart von Westerman, deutscher Komponist, Intendant und Musikschriftsteller
- 1895: Homer Ruh, US-amerikanischer American-Football-Spieler
- 1896: Robert Dussaut, französischer Komponist und Musiktheoretiker
- 1898: Giuseppe Saragat, italienischer Politiker, Staatspräsident

### 20. Jahrhundert

#### 1901–1925
- 1901: Ludwig von Bertalanffy, österreichischer Biologe und Systemtheoretiker
- 1901: Hermann Heimpel, deutscher Historiker
- 1901: Joe Pasternak, ungarischer Regisseur und Filmproduzent
- 1904: Paweł Finder, polnischer kommunistischer Aktivist und Widerstandskämpfer
- 1904: Ljubomir Pipkow, bulgarischer Komponist
- 1904ː Martta Martikainen-Ypyä, finnische Architektin

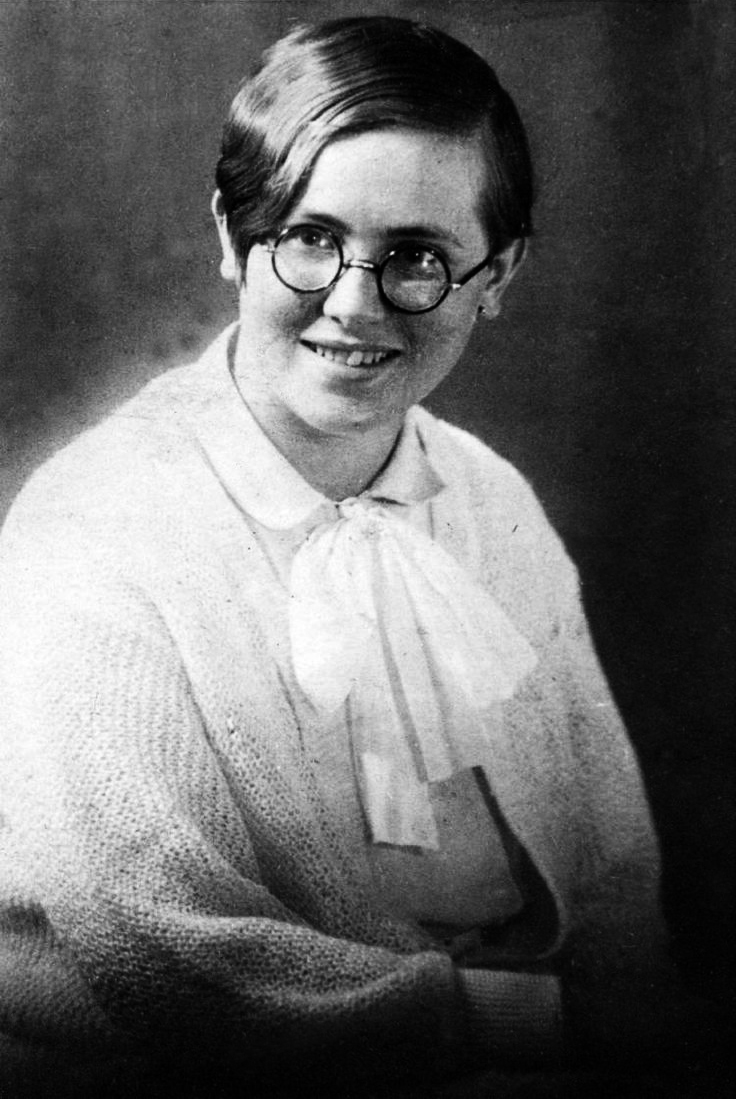
Judith Auer (* 1905)

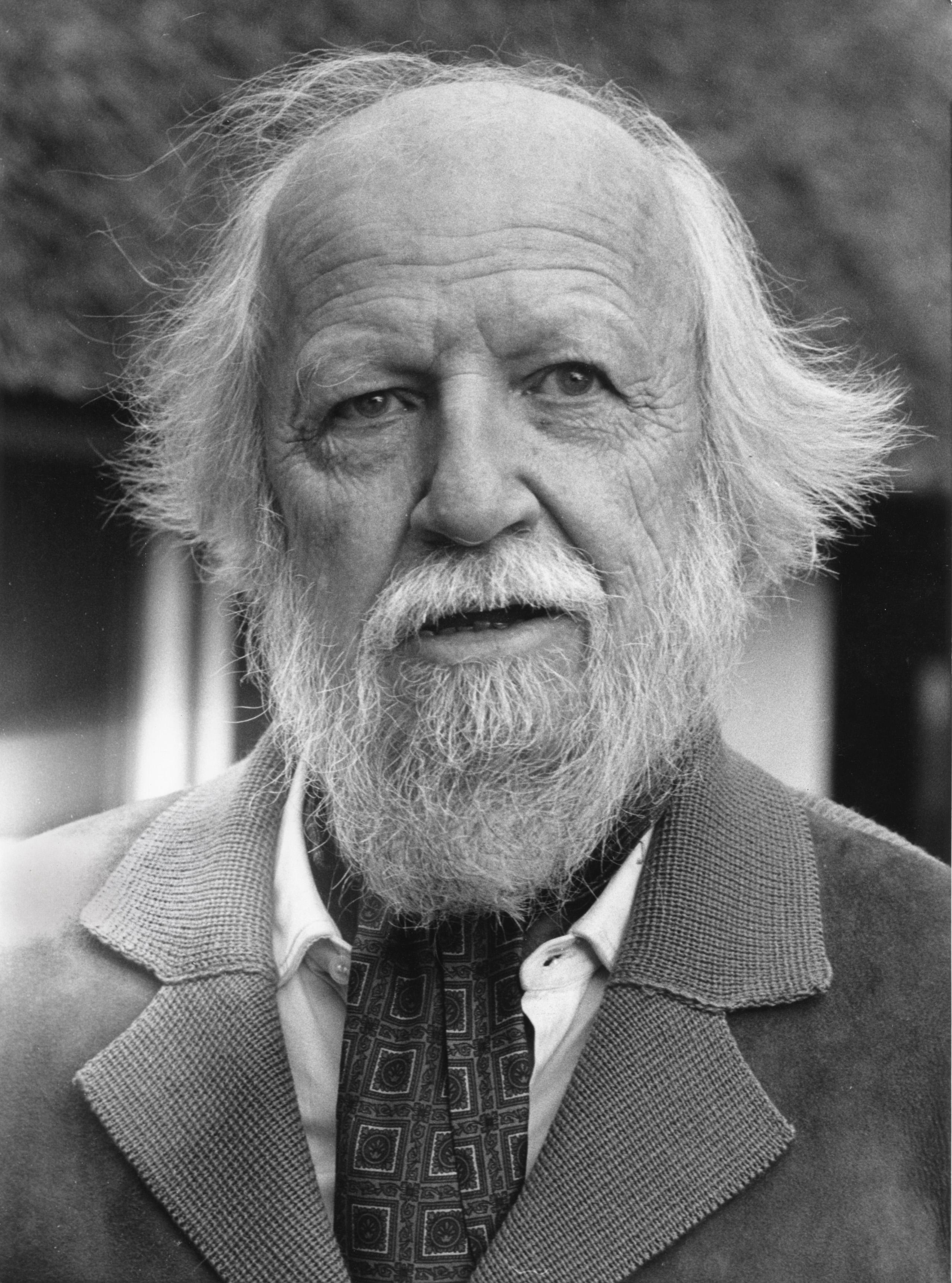
William Golding (* 1911)

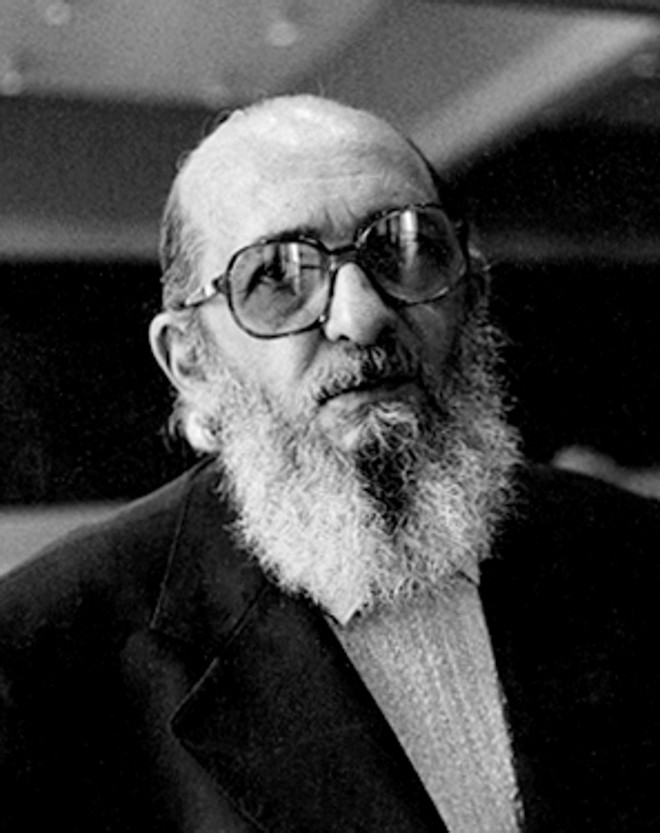
Paulo Freire (* 1921)

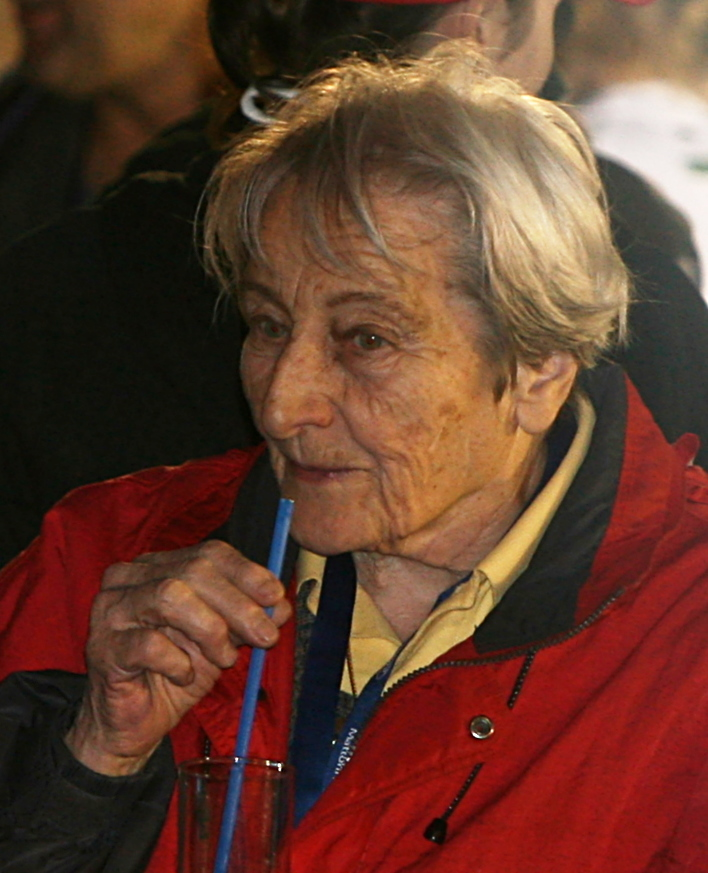
Dana Zatopkova (* 1922)

- 1905: Judith Auer, deutsche Widerstandskämpferin gegen den Nationalsozialismus
- 1905: Theodor Blank, deutscher Politiker, MdL, MdB, mehrfacher Bundesminister
- 1906: Anna Amalie Abert, deutsche Musikwissenschaftlerin
- 1906: Dalibor Vačkář, tschechischer Komponist
- 1907: Heinz Trettner, deutscher General, Generalinspekteur der Bundeswehr
- 1907: Henning Wilcke, deutscher Generalmajor der Luftwaffe der Bundeswehr
- 1908: Mika Waltari, finnischer Schriftsteller
- 1908: Victor Weisskopf, US-amerikanischer Atomphysiker österreichischer Herkunft
- 1909: Georg Dietrich, deutscher Jurist und Kommunalpolitiker, Oberbürgermeister von Offenbach am Main
- 1909: Ferry Porsche, österreichischer Unternehmer im Automobilbau und Ingenieur
- 1910: Nellie Halstead, britische Leichtathletin
- 1910: Curt Meyer-Clason, deutscher Schriftsteller und Übersetzer
- 1911: Helene Bodmann, österreichische Botanikerin
- 1911: William Golding, britischer Schriftsteller, Nobelpreisträger (Herr der Fliegen)
- 1911: Allan Pettersson, schwedischer Komponist
- 1912: Kurt Sanderling, deutscher Dirigent
- 1913: Anton Donhauser, deutscher Politiker, MdB
- 1913: Frances Farmer, US-amerikanische Schauspielerin
- 1914: Hal Draper, US-amerikanischer Sozialist, Marxismusforscher, Autor und Übersetzer
- 1914: Rogers Morton, US-amerikanischer Politiker
- 1915: Jóhann Hafstein, isländischer Politiker
- 1915: Germán Valdés, mexikanischer Schauspieler
- 1917: James Bowes-Lyon, britischer Offizier
- 1917ː Clarita von Trott zu Solz, deutsche Psychotherapeutin, politische Aktivistin, Frau von Adam von Trott zu Solz
- 1919: Albéric Schotte, belgischer Radrennfahrer
- 1919: Hans-Arno Simon, deutscher Komponist, Sänger, Pianist und Produzent
- 1920: Václav Dobiáš, tschechischer Widerstandskämpfer
- 1920: Rudi von der Dovenmühle, deutscher Schlagerkomponist
- 1920: Alexander Lasarewitsch Lokschin, russischer Komponist
- 1921: Paulo Freire, brasilianischer Pädagoge
- 1922: Damon Knight, US-amerikanischer Schriftsteller
- 1922: Karl-Heinz Weimann, deutscher Germanist, Paracelsus-Forscher und Bibliothekar
- 1922: Emil Zátopek, tschechischer Langstreckenläufer
- 1922: Dana Zátopková, tschechische Leichtathletin
- 1923: Rodrigo Riera, venezolanischer Gitarrist und Komponist
- 1924: Annemarie Rost, deutsche Bühnenbildnerin
- 1925: Ōshiro Tatsuhiro, japanischer Schriftsteller

#### 1926–1950

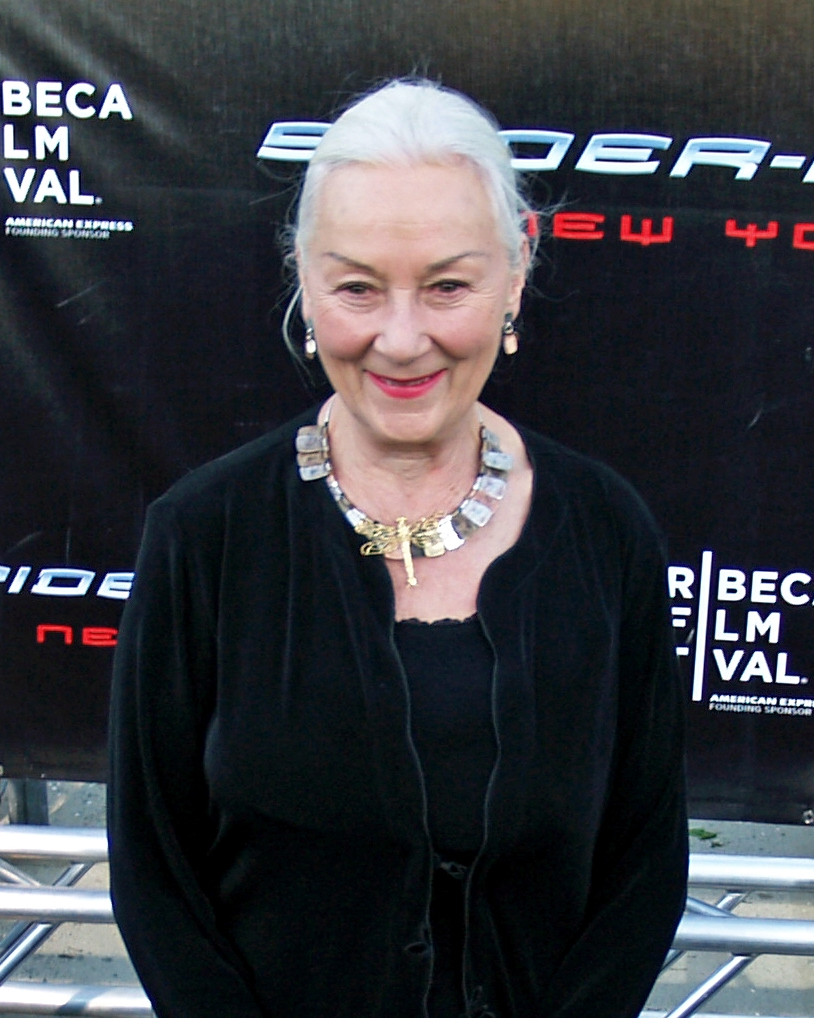
Rosemary Harris (* 1927)

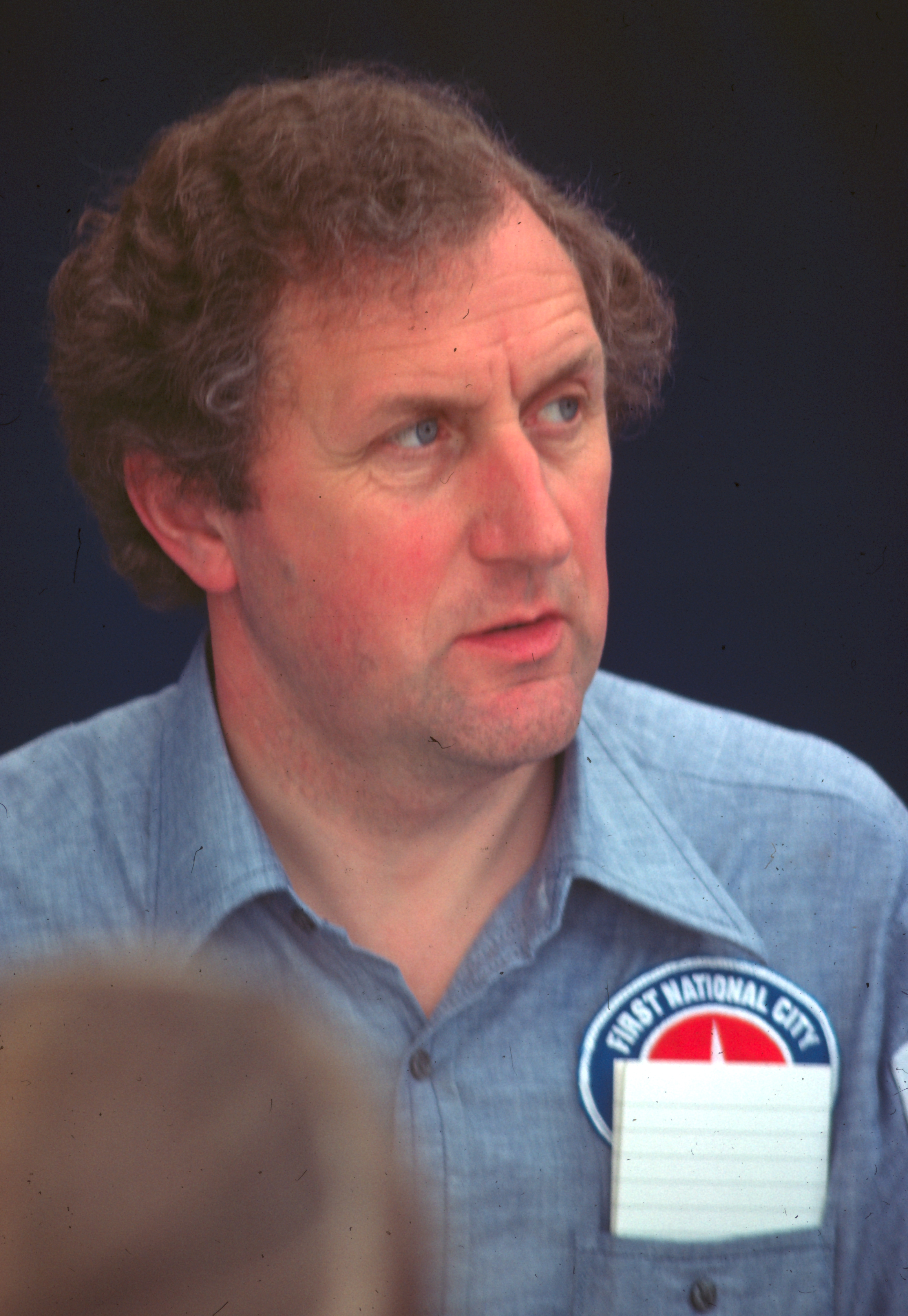
Derek Gardner (* 1931)

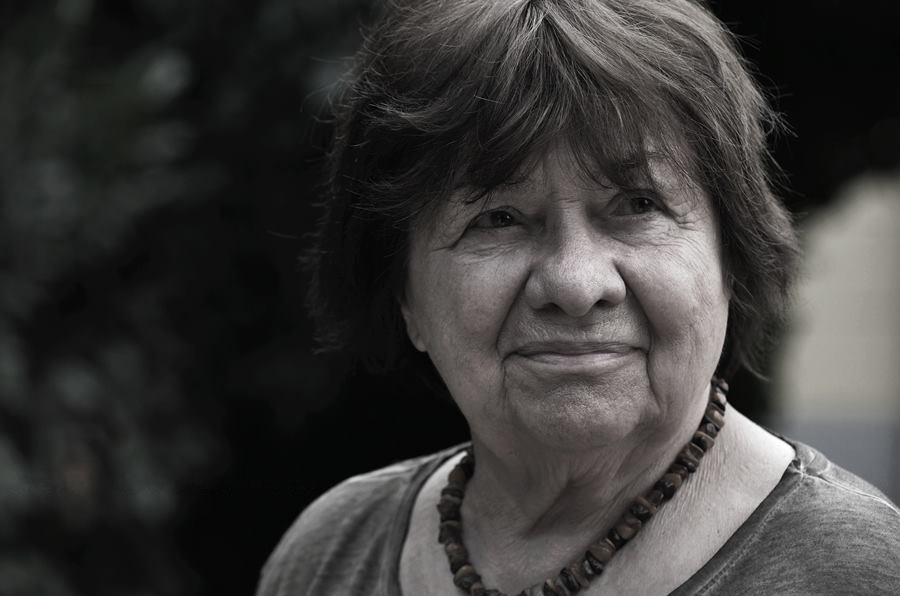
Márta Mészáros (* 1931)

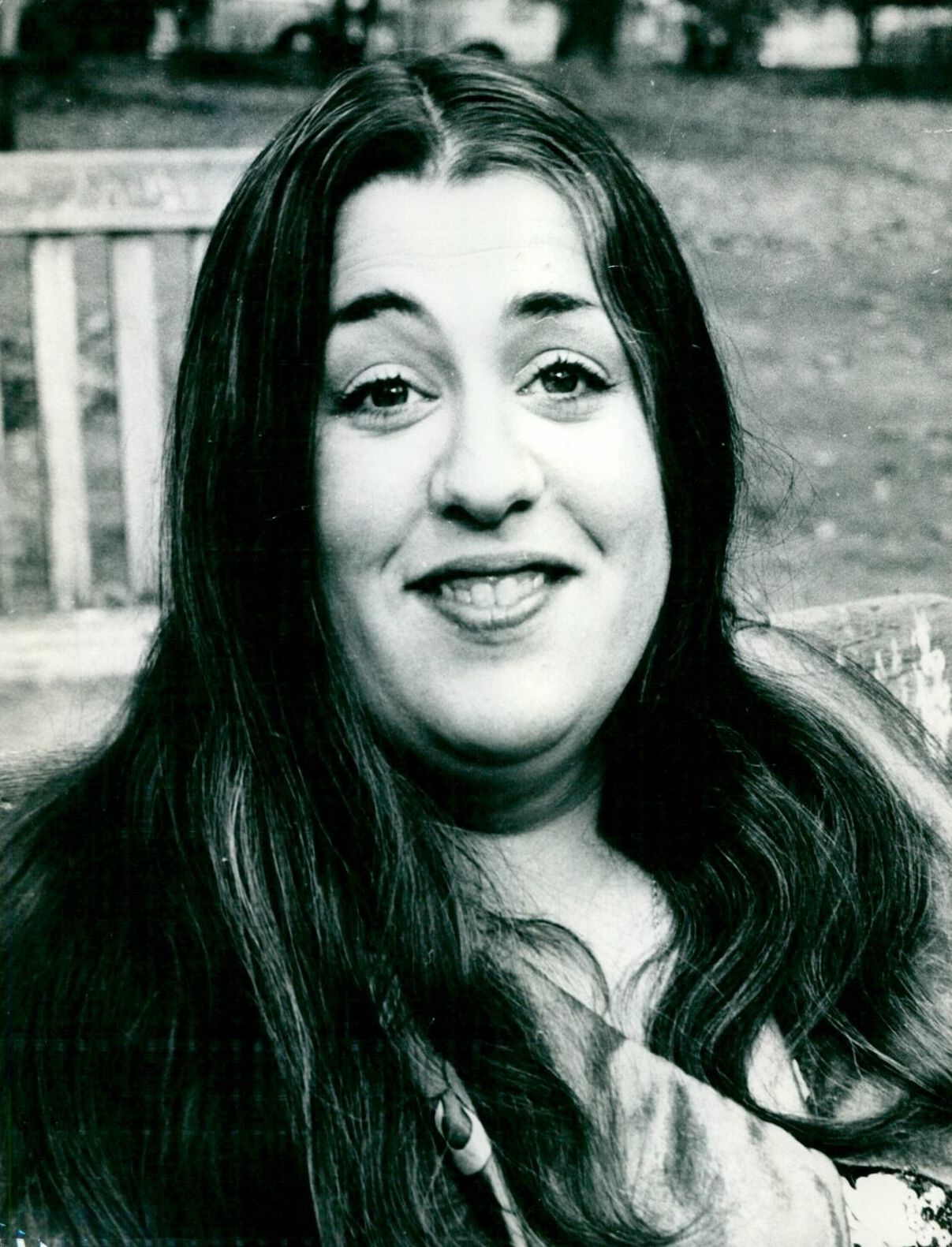
Mama Cass (* 1941)

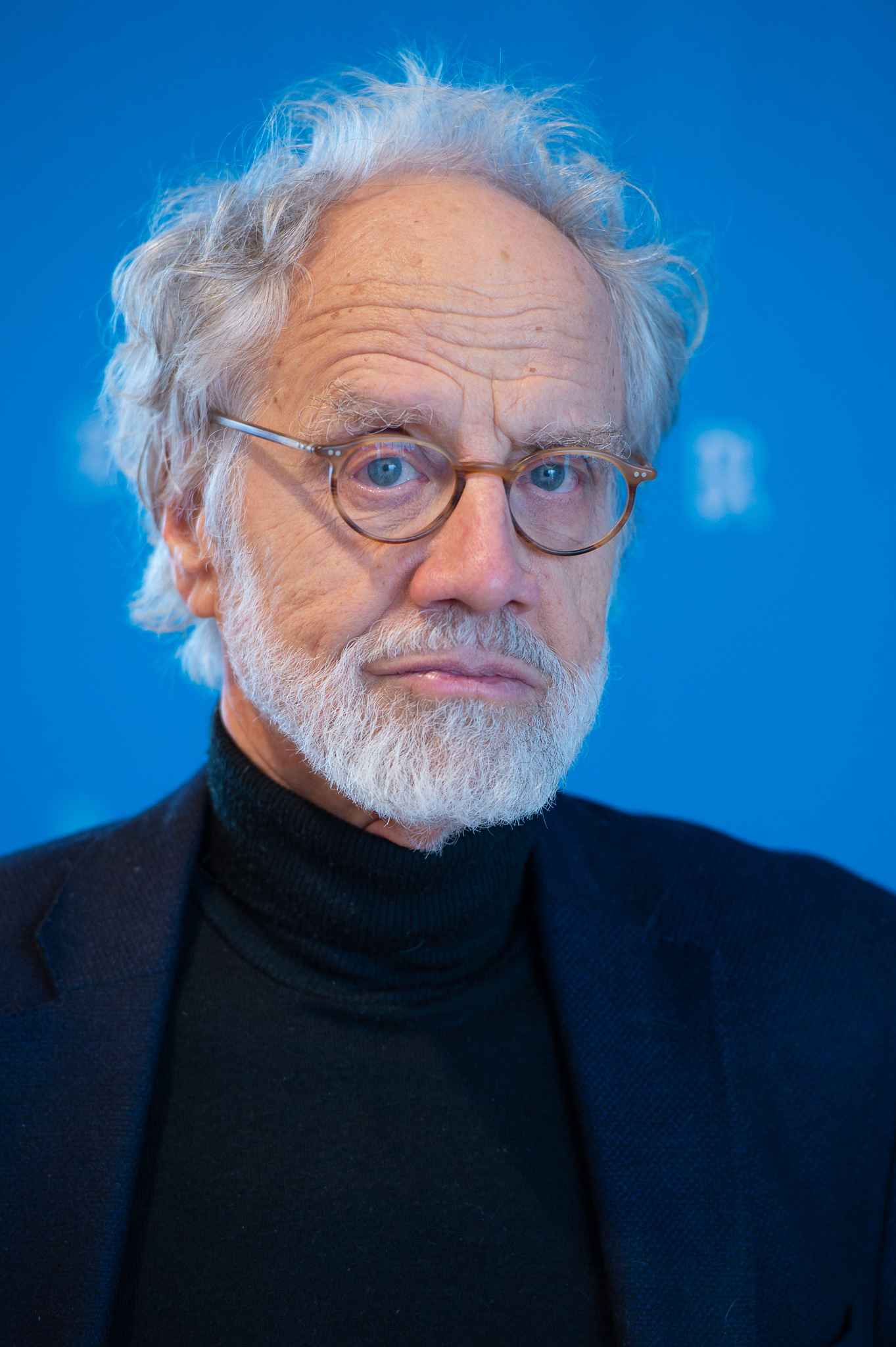
Markus Imhoof (* 1941)

- 1926: Masatoshi Koshiba, japanischer Physiker, Nobelpreisträger
- 1926: Nini Rosso, italienischer Musiker und Songschreiber
- 1926: Duke Snider, US-amerikanischer Baseballspieler
- 1927: Karl Gamma, Schweizer Skirennläufer und Sportfunktionär
- 1927: Rosemary Harris, britische Schauspielerin
- 1928: Wolfram Siebeck, deutscher Film- und Gastrokritiker
- 1928: Will Tremper, deutscher Filmregisseur
- 1929: Heiner Carow, deutscher Regisseur
- 1929: Luigi Taveri, Schweizer Motorradrennfahrer
- 1930: Muhal Richard Abrams, US-amerikanischer Jazzmusiker und Komponist
- 1930: Robert Aliber, US-amerikanischer Wirtschaftswissenschaftler und Hochschullehrer
- 1930: Ernst-Wolfgang Böckenförde, deutscher Staats- und Verwaltungsrechtler und Rechtsphilosoph, Richter des Bundesverfassungsgerichts
- 1930: Derek Nimmo, britischer Schauspieler
- 1931: Brook Benton, US-amerikanischer Sänger
- 1931: Jean-Claude Carrière, französischer Drehbuchautor und Schriftsteller
- 1931: Derek Gardner, britischer Automobildesigner
- 1931: Márta Mészáros, ungarische Regisseurin
- 1932: Bernard Gordon Lennox, britischer Offizier
- 1932: Stefanie Zweig, deutsche Schriftstellerin
- 1933: Gilles Archambault, kanadischer Schriftsteller
- 1933: Norbert Eschmann, Schweizer Fußballspieler
- 1933: David McCallum, schottischer Schauspieler
- 1934: Horst Arndt, deutscher Ruderer
- 1934: Brian Epstein, britischer Geschäftsmann, Manager der Beatles
- 1935: Milan Antal, slowakischer Astronom
- 1935: Nick Massi, US-amerikanischer Musiker
- 1935: Hansjörg Wyss, Schweizer Unternehmer und Mäzen
- 1936: Gene Dinwiddie, US-amerikanischer Blues-Saxophonist
- 1936: Al Oerter, US-amerikanischer Diskuswerfer, Olympiasieger
- 1937: Borys Onyschtschenko, ukrainisch-sowjetischer moderner Fünfkämpfer
- 1937: José Pedraza, mexikanischer Leichtathlet, Olympiamedaillengewinner
- 1938: Zygmunt Krauze, polnischer Komponist und Pianist
- 1938: Alain Serpaggi, französischer Automobilrennfahrer
- 1939: Joachim Ansorge, deutscher Synchronsprecher und Schauspieler
- 1940: Karin Baal, deutsche Schauspielerin
- 1940: Caroline John, britische Schauspielerin
- 1940: Bill Medley, US-amerikanischer Sänger (Righteous Brothers)
- 1941: Umberto Bossi, italienischer Politiker
- 1941: Cass Elliot, US-amerikanische Sängerin (The Mamas and The Papas)
- 1941: Peter Hinnen, Schweizer Jodler und Schlagersänger
- 1941: Peter Horton, deutscher Musiker, Sänger und Fernsehmoderator
- 1941: Markus Imhoof, Schweizer Regisseur
- 1941: Mariangela Melato, italienische Schauspielerin
- 1942: Wally Hilgenberg, US-amerikanischer American-Football-Spieler
- 1942: Jewhen Stankowytsch, ukrainischer Komponist
- 1943: Alard von Arnim, deutscher Politiker
- 1944: Rainer Eisenhardt, deutscher Fußballspieler und -trainer
- 1944: Ronald Lopatny, jugoslawischer Wasserballspieler
- 1945: René Appel, niederländischer Schriftsteller
- 1945: Richard Marcus, US-amerikanischer Schauspieler
- 1946: Louie Austen, österreichischer Pianist, Akkordeonspieler, Gitarrist, Bar- und Jazzcrooner
- 1946: John Coghlan, britischer Schlagzeuger
- 1947: Tanith Lee, britische Schriftstellerin

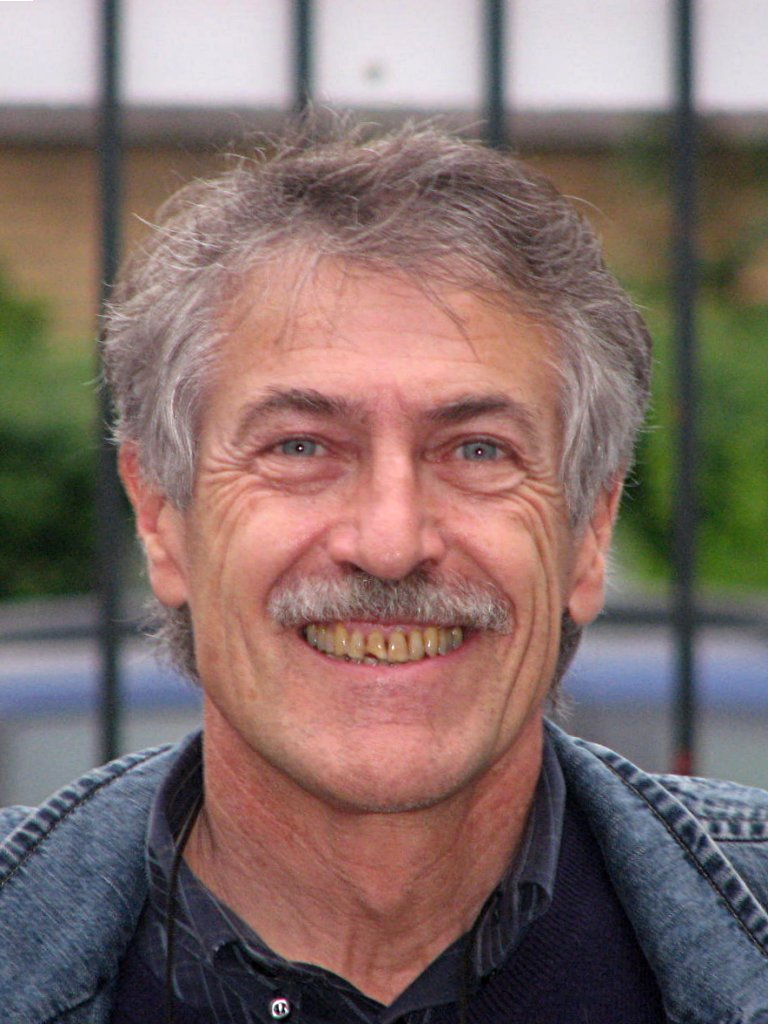
Alain Lipietz (* 1947)

- 1947: Alain Lipietz, französischer Ingenieur, Ökonom und Politiker
- 1948: Serge Adda, tunesisch-französischer Manager, Präsident des französischen Fernsehsenders TV5Monde
- 1948: Jeremy Irons, britischer Schauspieler
- 1949: Beatrice Kessler, Schweizer Schauspielerin
- 1949: Madeleine Lierck, deutsche Schauspielerin
- 1949: Richard Rogler, deutscher Kabarettist
- 1949: Twiggy, britisches Model
- 1950: Tim Guldimann, Schweizer Diplomat und Politikwissenschaftler
- 1950: Erkki Liikanen, finnischer Politiker, Mitglied des Reichstags
- 1950: André Lombard, Schweizer Schachspieler

#### 1951–1975
- 1951: Marianne Adam, deutsche Leichtathletin
- 1951: Erwin Steinhauer, österreichischer Schauspieler und Kabarettist
- 1952: Holger Biege, deutscher Komponist, Sänger, Pianist, Arrangeur und Texter
- 1952: Bernard de Dryver, belgischer Automobilrennfahrer
- 1952: Nile Rodgers, US-amerikanischer Musiker, Songschreiber und Musikproduzent
- 1952: Marina Ruperti, deutsche Fernsehjournalistin
- 1953: Burkhardt Seiler, deutscher Labelbetreiber, Konzertveranstalter und Verleger

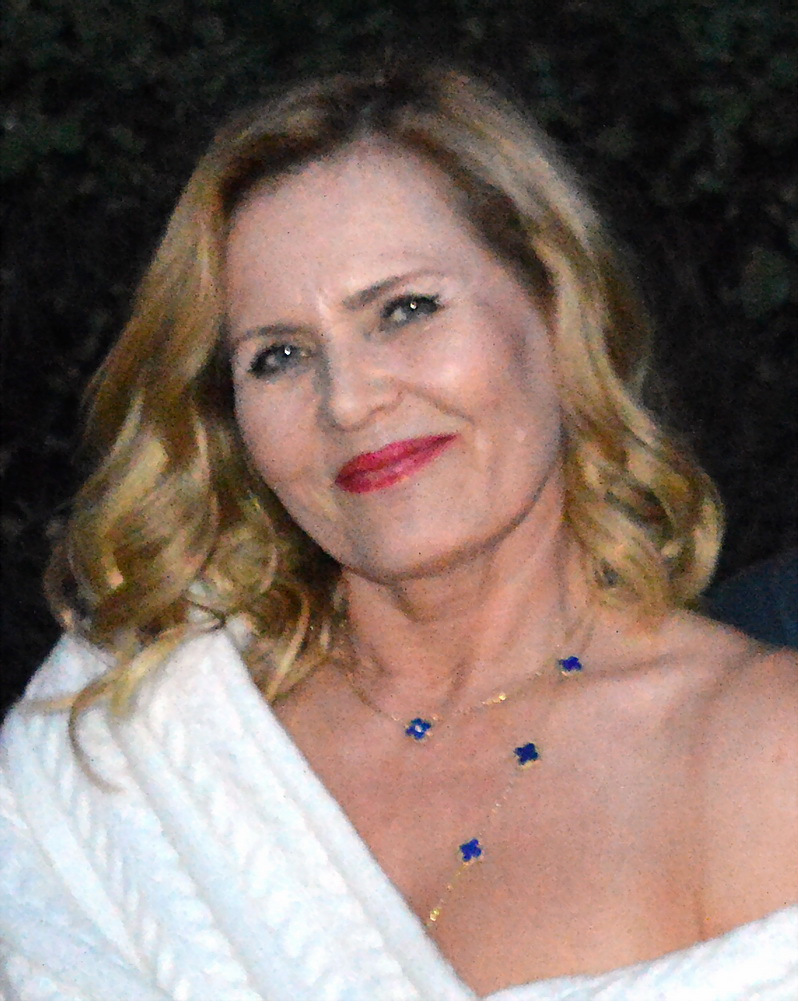
Grażyna Szapołowska (* 1953)

- 1953: Grażyna Szapołowska, polnische Schauspielerin
- 1954: Catherine David, französische Kunsthistorikerin, Kunstvermittlerin und Ausstellungskuratorin
- 1954: Michael Wolff, US-amerikanischer Musiker, Komponist und Schauspieler
- 1955: Rebecca Blank, US-amerikanische Politikerin
- 1956: Lenny Castro, US-amerikanischer Perkussionist
- 1956: Wolfgang Lackerschmid, deutscher Jazzmusiker
- 1957: Carmen Maria Cârneci, rumänische Komponistin und Dirigentin
- 1957: Parminder Singh Saini, kenianischer Hockeyspieler
- 1958: Amina Mama, nigerianisch-britische Psychologin und Feministin

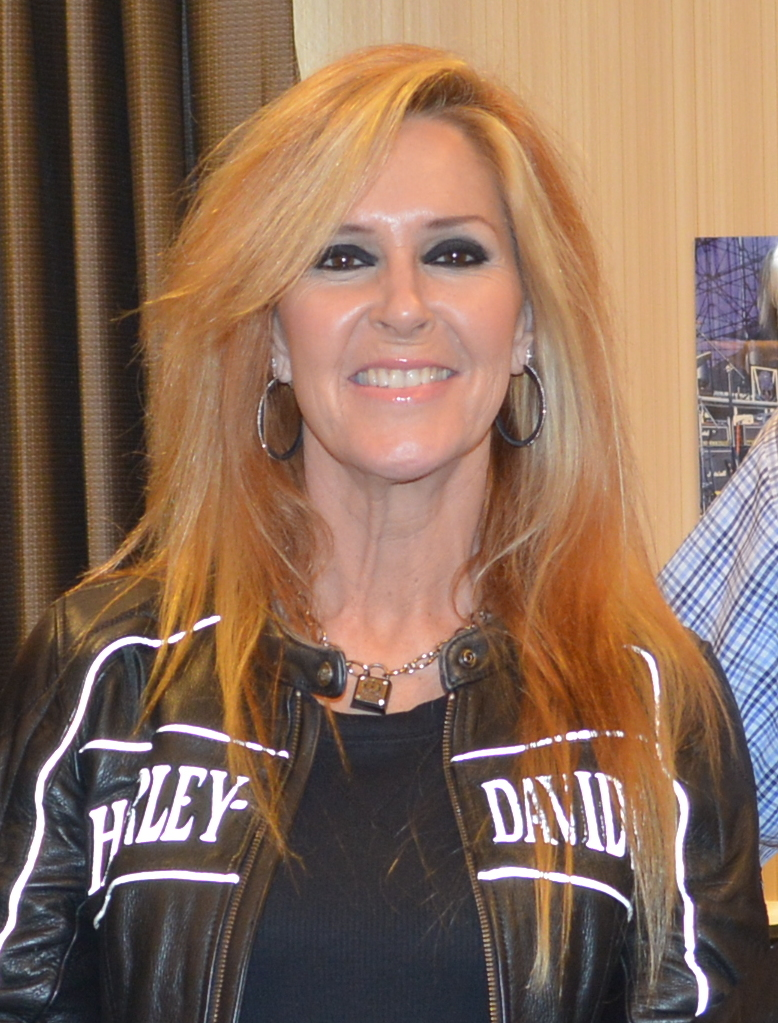
Lita Ford (* 1958)

- 1958: Lita Ford, britische Rocksängerin und Gitarristin
- 1958: Johanna Schall, deutsche Schauspielerin
- 1959: Sally Barker, britische Folk-Rock-Sängerin und Songwriterin
- 1959: Gwen Hoebig, kanadische Geigerin und Musikpädagogin
- 1959: Monika Ribar, Schweizer Managerin

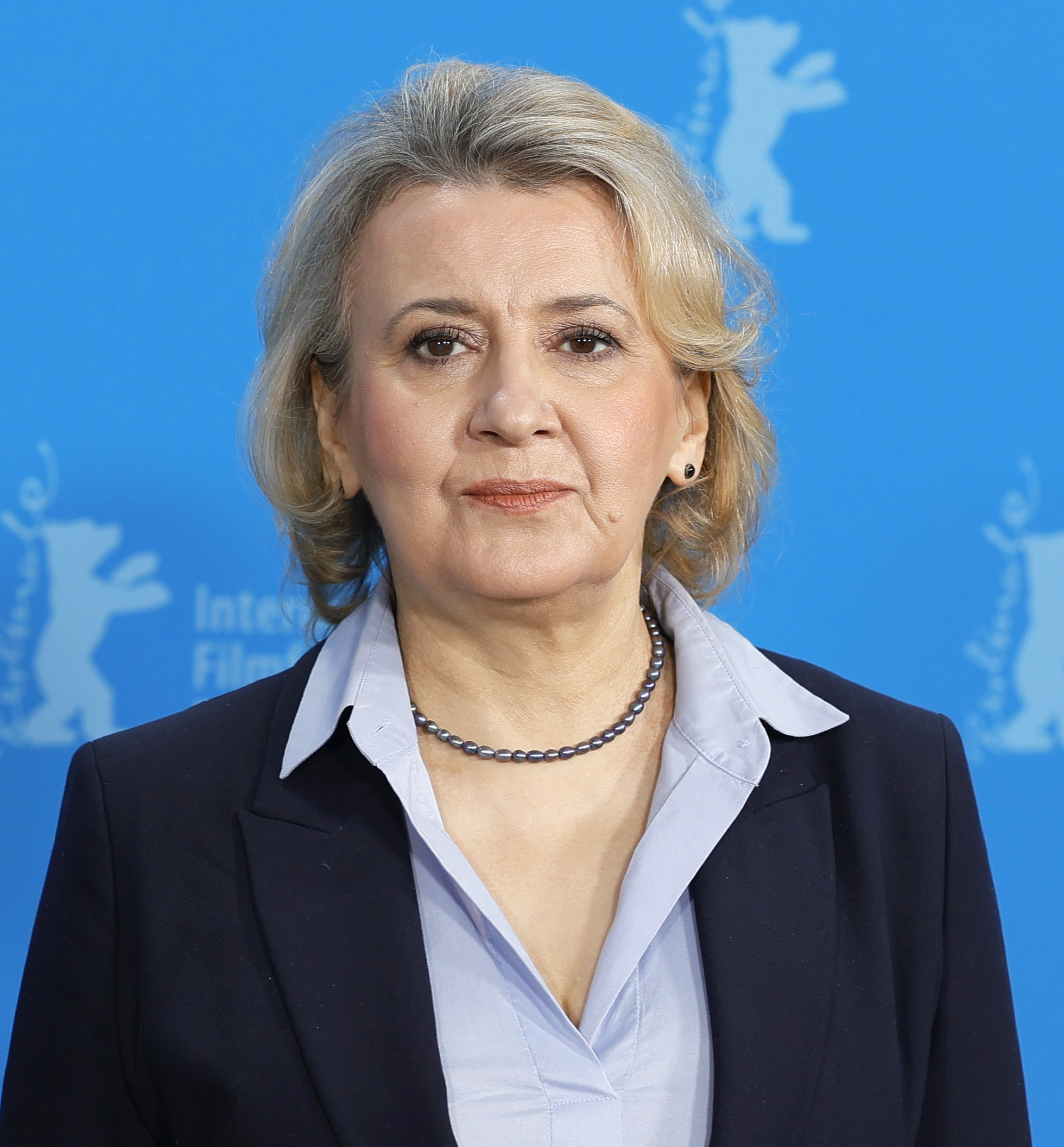
Oksana Sabuschko (* 1960)

- 1960: Oksana Sabuschko, ukrainische Schriftstellerin, Dichterin und Essayistin
- 1961: Peter Autschbach, deutscher Gitarrist, Komponist und Musikpädagoge
- 1961: Artur Ekert, polnisch-britischer Physiker
- 1961: Reinhard Grindel, deutscher Sportfunktionär und Politiker
- 1961: Susanne Holst, deutsche Fernsehmoderatorin
- 1962: Rafael Alfaro Kotte, deutscher Akkordeonist und Komponist
- 1963: Dave Canterbury, US-amerikanischer Abenteurer, Pfadfinder, Survival-Experte, Autor, Webvideoproduzent und Moderator
- 1963: Jarvis Cocker, britischer Musiker (Pulp)

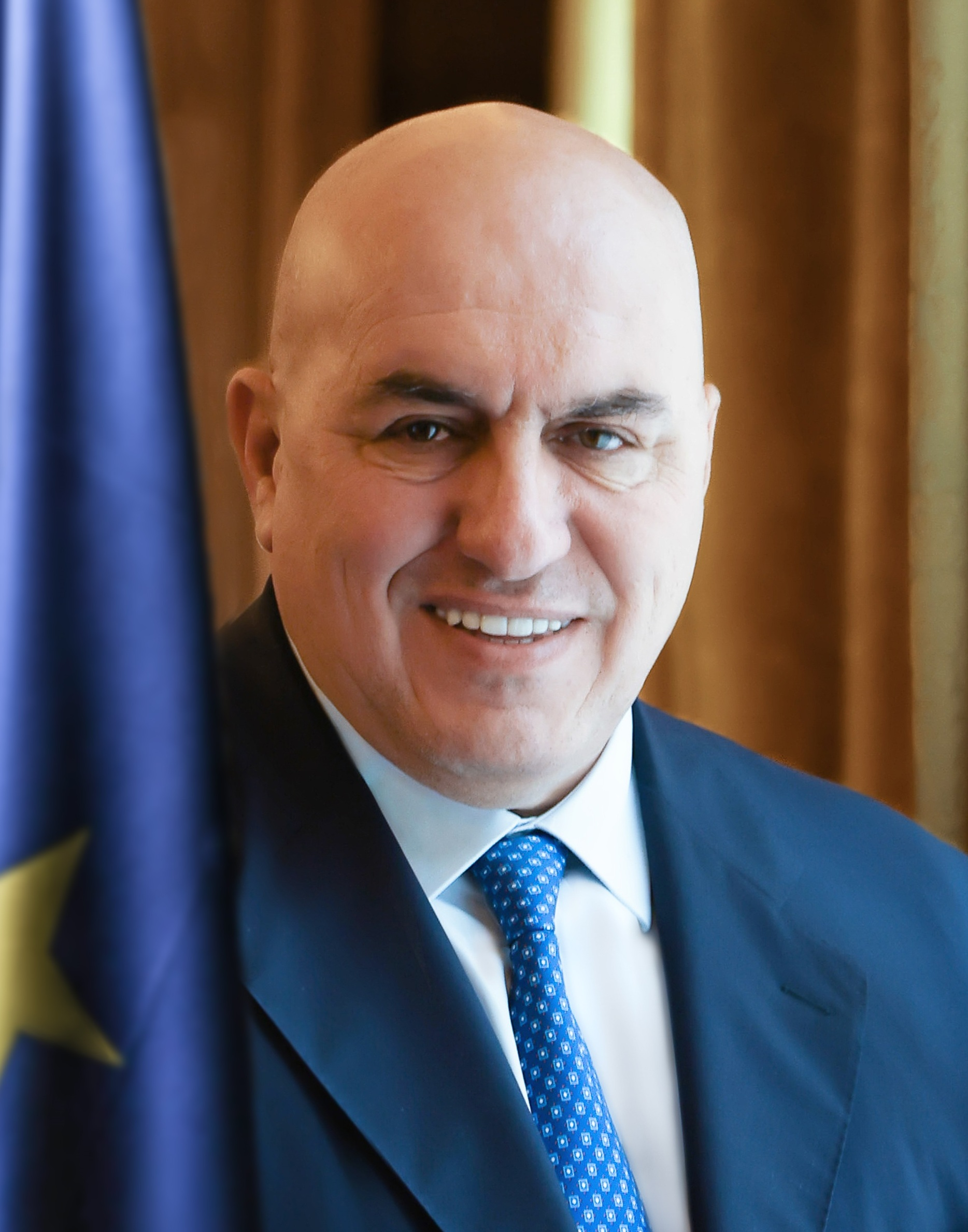
Guido Crosetto (* 1963)

- 1963: Guido Crosetto, italienischer Unternehmer und Politiker
- 1963: Johannes Hano, deutscher Journalist und Korrespondent
- 1963: Sepp Zellweger, Schweizer Kunstturner
- 1964: Enrico Bertaggia, italienischer Automobilrennfahrer
- 1964: Simon Singh, britischer Wissenschaftsjournalist und Autor
- 1965: Goldie, britischer Künstler und Musiker
- 1965: Alexandra Vandernoot, belgische Schauspielerin
- 1966: Heiko Maas, deutscher Politiker, Bundesminister
- 1966: Claudia Schmutzler, deutsche Schauspielerin
- 1966: Wassilissa Wassiljewna Sementschuk, sowjetische Freestyle-Skierin
- 1967: Alexander Alexandrowitsch Karelin, sowjetischer Ringer
- 1967: Steve Locher, Schweizer Skirennfahrer
- 1968: Dave Clarke, britischer Musikproduzent, Radiomoderator, Remixer und Techno-DJ
- 1968: Lila Downs, mexikanisch-US-amerikanische Sängerin
- 1968: Lisa Paus, deutsche Politikerin, Bundesministerin
- 1969: Candy Dulfer, niederländische Musikerin
- 1969: Jan Fegter, deutscher Handballspieler
- 1969: Jóhann Jóhannsson, isländischer Komponist und Filmemacher

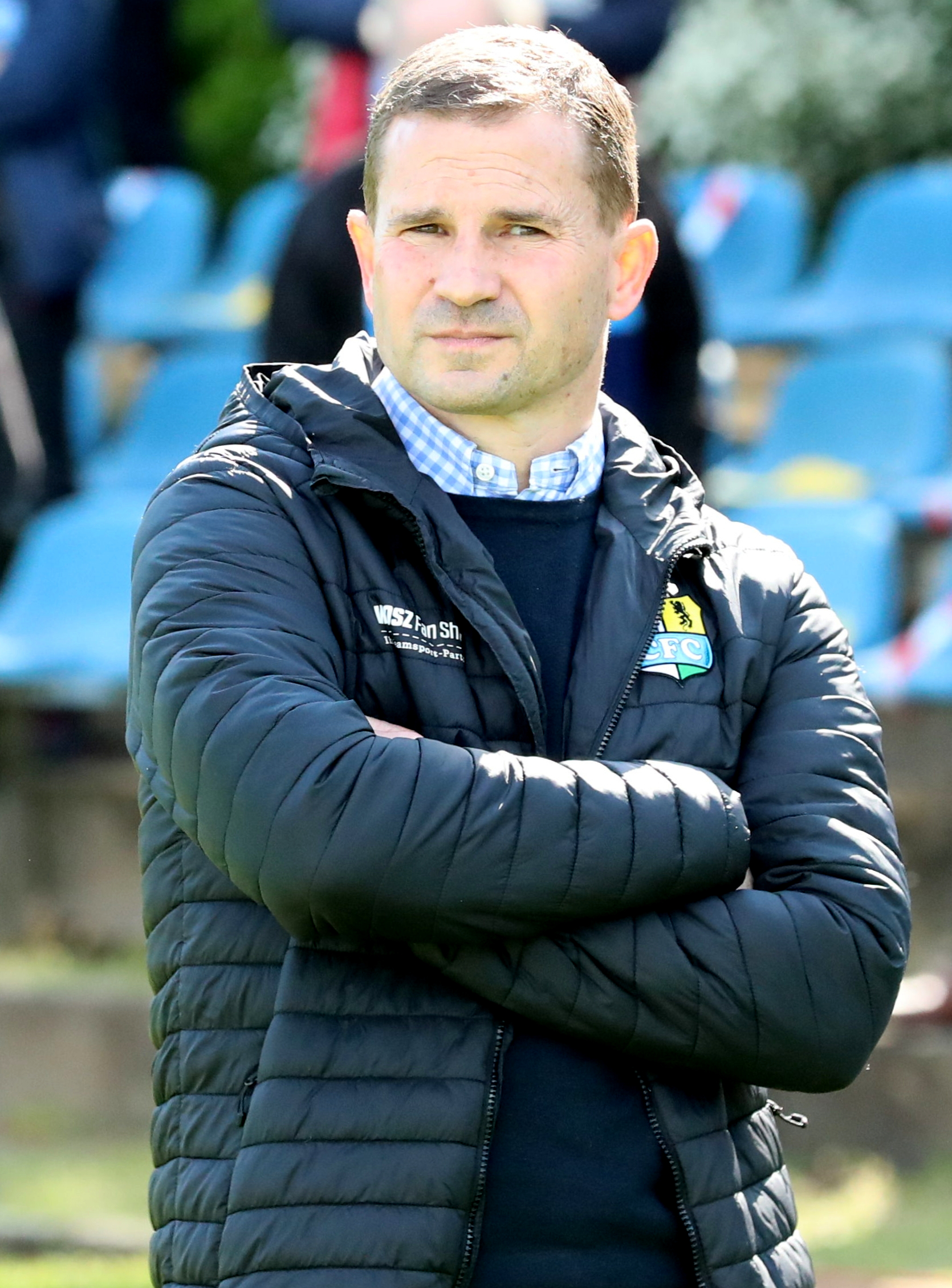
Marc Arnold (* 1970)

- 1970: Marc Arnold, deutsch-südafrikanischer Fußballspieler, -trainer und -funktionär
- 1970: Ingo Steinwart, deutscher Mathematiker und Hochschullehrer
- 1971: Crauss, deutscher Autor
- 1971: D-Flame, deutscher Rapper
- 1971: Tanja Rastetter, deutsche Fußballspielerin und -trainerin
- 1971: Fatmir Vata, albanischer Fußballspieler
- 1972: Tobias Kluckert, deutscher Schauspieler, Synchron- und Hörspielsprecher
- 1973: Cristiano da Matta, brasilianischer Automobilrennfahrer
- 1974: André Baeten, deutscher Maschinenbauingenieur
- 1974: Victoria Silvstedt, schwedisches Model

#### 1976–2000

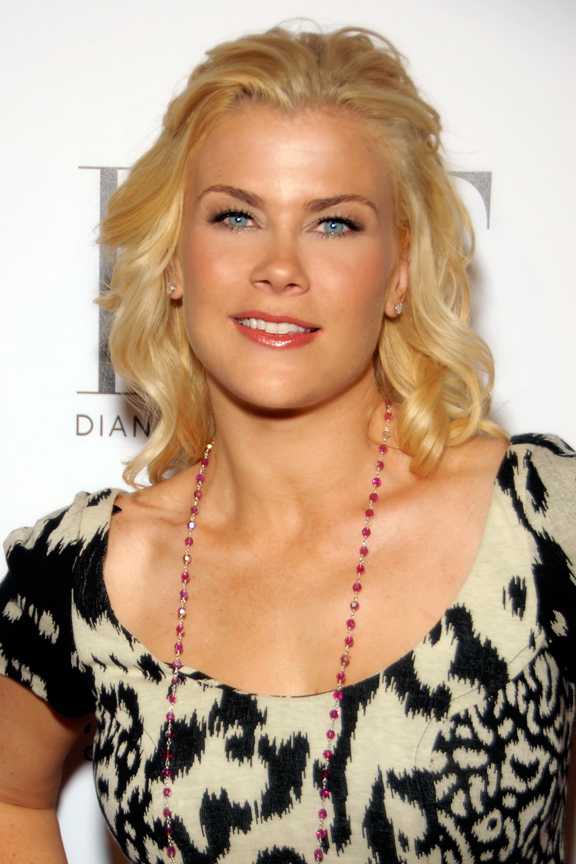
Alison Sweeney (* 1976)
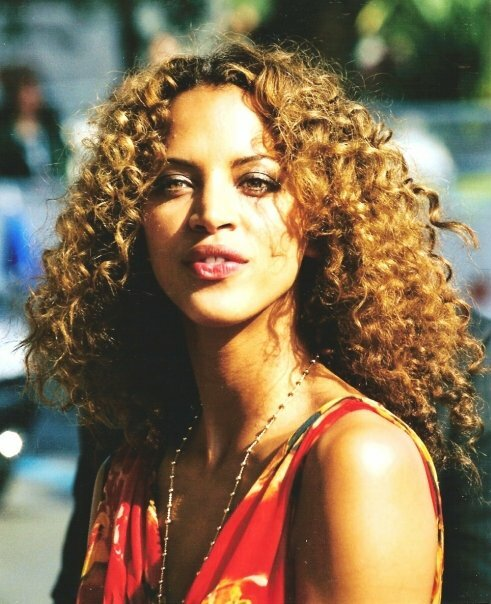
Noémie Lenoir (* 1979)
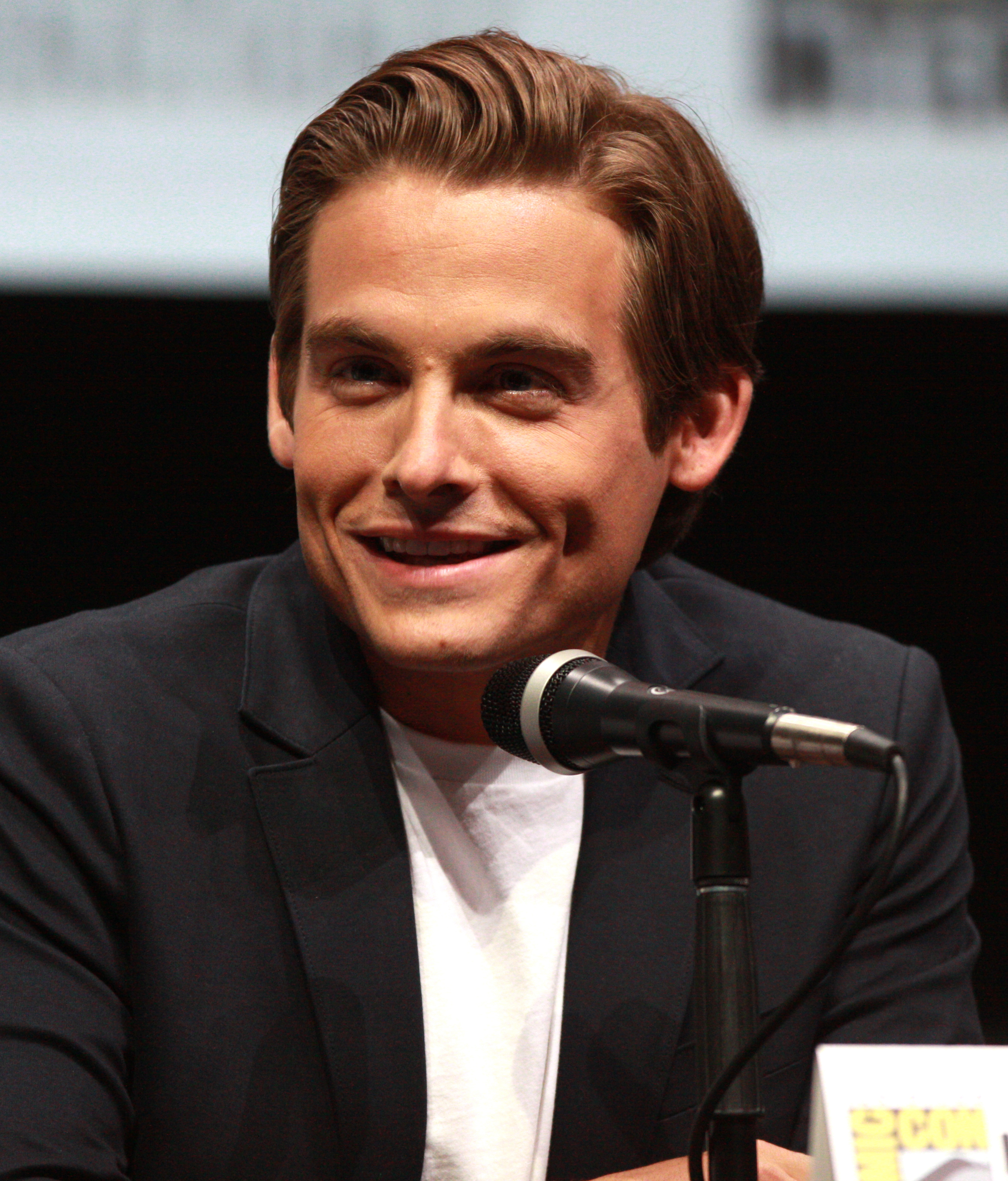
Kevin Zegers (* 1984)
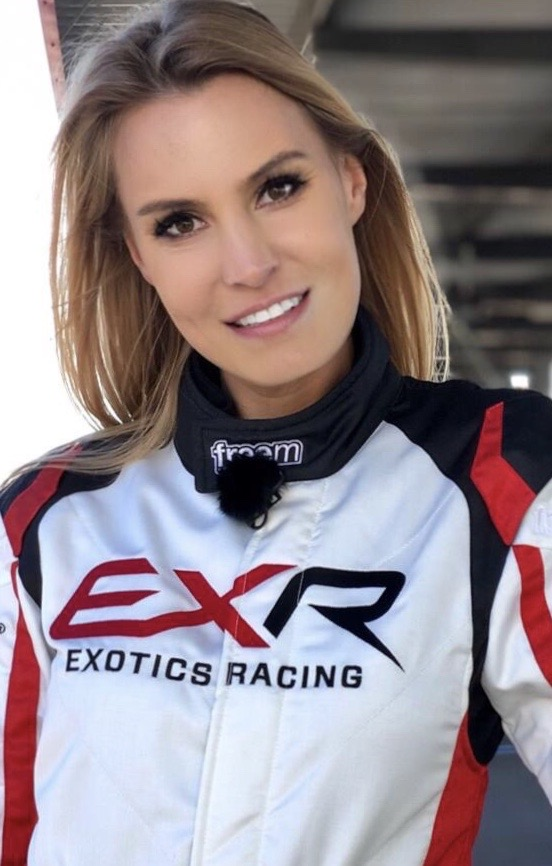
Doreen Seidel (* 1985)

- 1976: Jerden Äbdirachmanow, kasachischer Biathlet
- 1976: Alison Sweeney, US-amerikanische Schauspielerin und Moderatorin
- 1978: Michelle Alves, brasilianisches Modell
- 1978: Steffi Buchli, Schweizer Sportjournalistin
- 1978: Mariano Puerta, argentinischer Tennisspieler
- 1979: Yvonne Cernota, deutsche Bobfahrerin
- 1979: Noémie Lenoir, französisches Model und Schauspielerin
- 1979: Ronnie Schildknecht, Schweizer Triathlet
- 1980: Ben Calvin Hary, deutscher Autor und YouTuber
- 1980: Miroslava Knapková, tschechische Ruderin
- 1981: Damiano Cunego, italienischer Radrennfahrer
- 1981: Christian Gratzei, österreichischer Fußballspieler
- 1983: Bianca Trumpf, deutsche Handballspielerin
- 1984: Eamon, US-amerikanischer Rapper
- 1984: Lydia Hearst, US-amerikanisches Model, Schauspielerin, Modedesignerin und Bloggerin
- 1984: Michael Müller, deutscher Handballspieler
- 1984: Philipp Müller, deutscher Handballspieler
- 1984: Kevin Zegers, kanadischer Schauspieler
- 1985: Nathanael Liminski, deutscher Ministerialbeamter und Politiker
- 1985: Doreen Seidel, deutsches Playmate und Rennfahrerin
- 1986: Gerald Ciolek, deutscher Radrennfahrer
- 1986: Adul Lahsoh, thailändischer Fußballspieler
- 1986: Angelina Valentine, US-amerikanische Pornodarstellerin
- 1987: Danielle Panabaker, US-amerikanische Schauspielerin
- 1987: Nadine Thal, deutsche Fußballspielerin
- 1988: Thiemo de Bakker, niederländischer Tennisspieler
- 1988: Katrina Bowden, US-amerikanische Schauspielerin

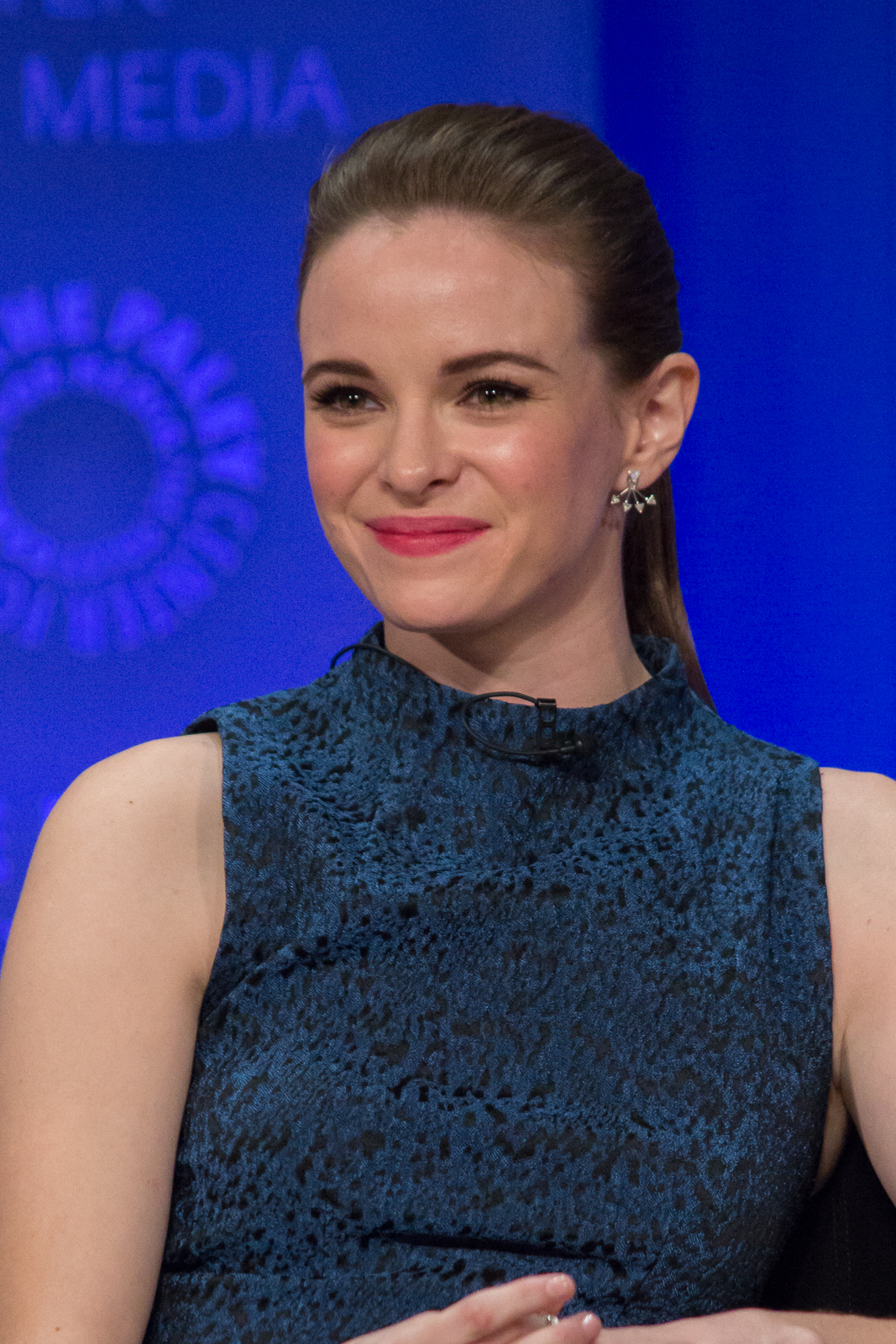
Danielle Panabaker (* 1987)
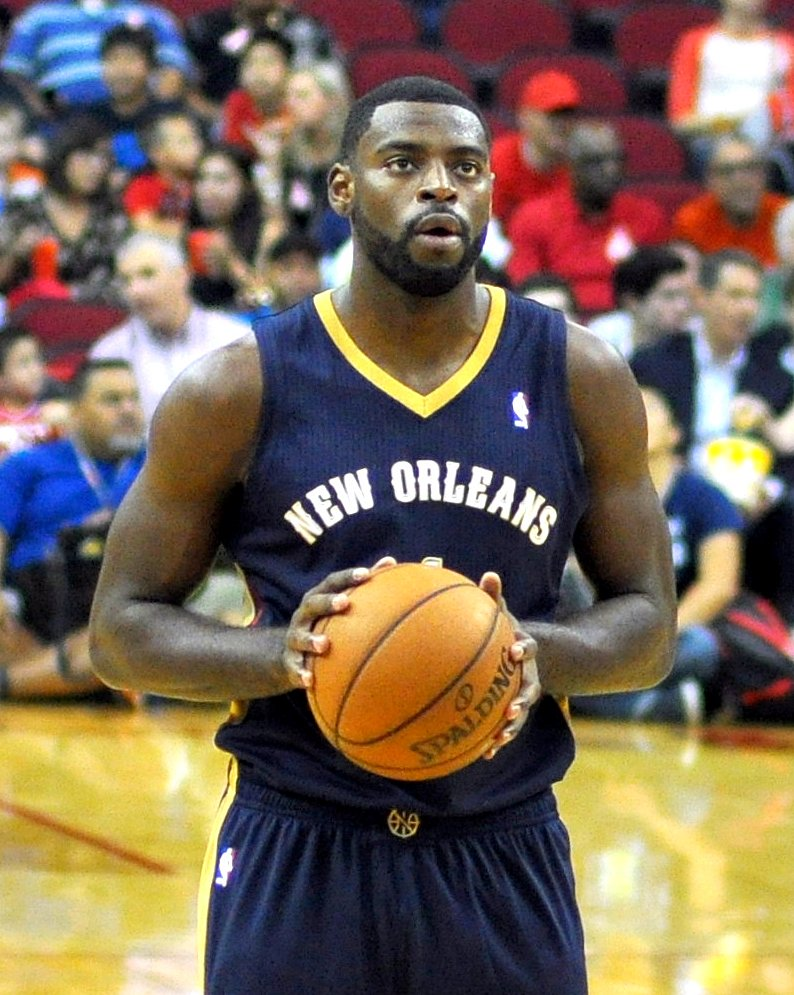
Tyreke Evans (* 1989)
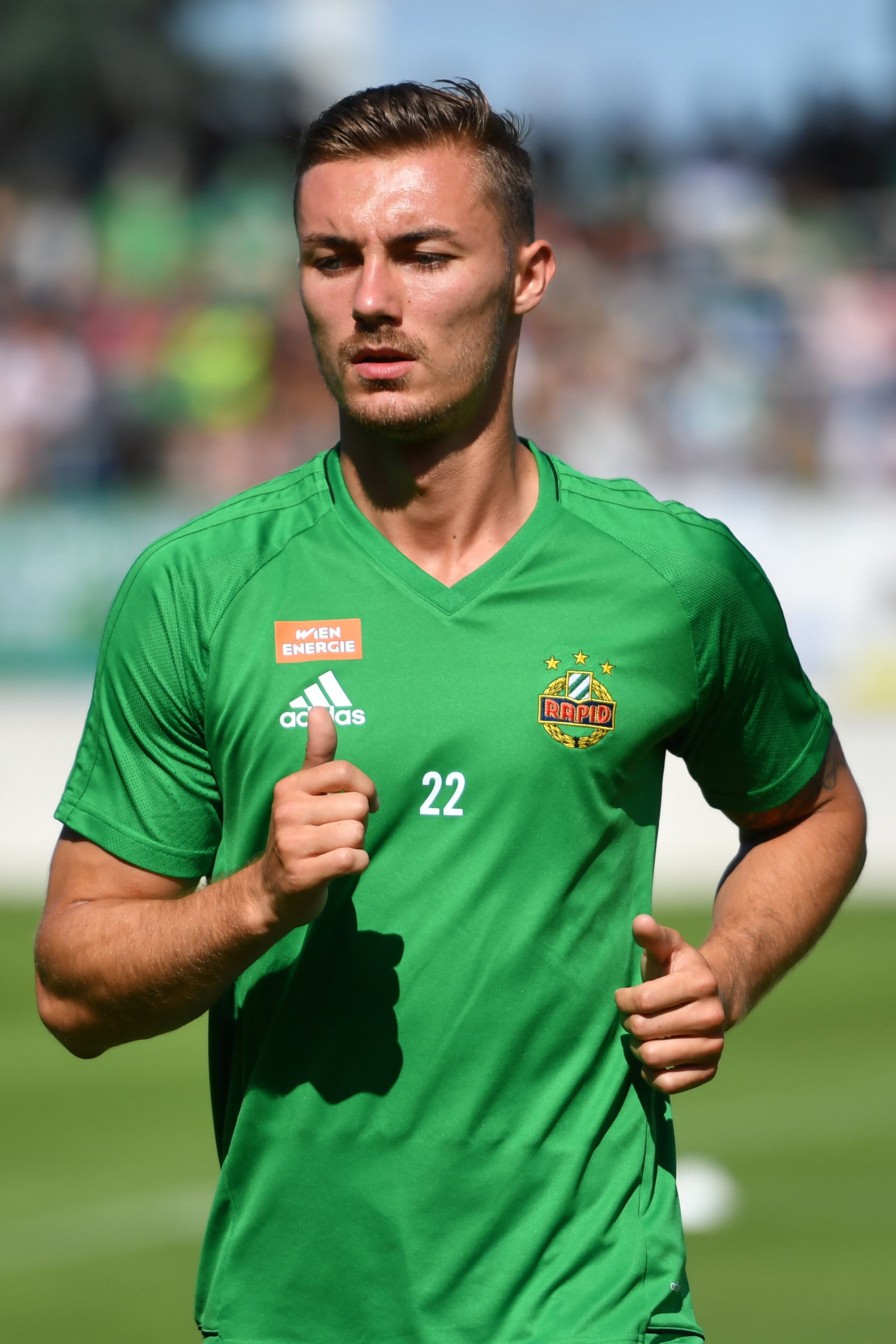
Mario Pavelic (* 1993)

- 1989: Tyreke Evans, US-amerikanischer Basketballspieler
- 1990: Harry Schäfer, deutscher Schauspieler
- 1990: Kieran Trippier, englischer Fußballspieler
- 1991: Denis Linsmayer, deutscher Fußballspieler
- 1991: C. J. McCollum, US-amerikanischer Basketballspieler
- 1991: Linda Teodosiu, deutsche Sängerin
- 1992: Emma Mitchell, schottische Fußballspielerin
- 1992: Admir Terzić, deutsch-bosnischer Fußballspieler
- 1993: Mo Alie-Cox, US-amerikanischer American-Football-Spieler
- 1993: Mario Pavelic, österreichischer Fußballspieler
- 1994: Robert Ivanov, finnischer Fußballspieler
- 1994: Kazjaryna Wjarbizkaja, belarussische Billardspielerin
- 1995: Alex Aranburu, spanischer Radrennfahrer
- 1995: Felix Kammerer, österreichischer Schauspieler
- 1995: Alessia Nay, schweizerische Mountainbikerin
- 1996: Jaxon Evans, neuseeländischer Automobilrennfahrer
- 1996: Pia Mia, US-amerikanische Sängerin
- 1996: Naoki Nakamura, japanischer Skispringer
- 1997: Erika Karata, japanische Schauspielerin
- 1998: Jacob Bruun Larsen, dänischer Fußballspieler
- 1999: Robert Heldna, estnischer Biathlet
- 1999: Jeanine Rueff, französische Komponistin
- 1999: Dominik Terzer, österreichischer Nordischer Kombinierer

### 21. Jahrhundert
- 2001: Taylor Geare, US-amerikanische Schauspielerin
- 2001: Filippo Macchi, italienischer Fechter
- 2001: Jaroslawa Mahutschich, ukrainische Leichtathletin
- 2001: Diant Ramaj, deutsch-kosovarischer Fußballspieler
- 2002: Jason und Kristopher Simmons, US-amerikanische Schauspieler

## Gestorben

### Vor dem 17. Jahrhundert

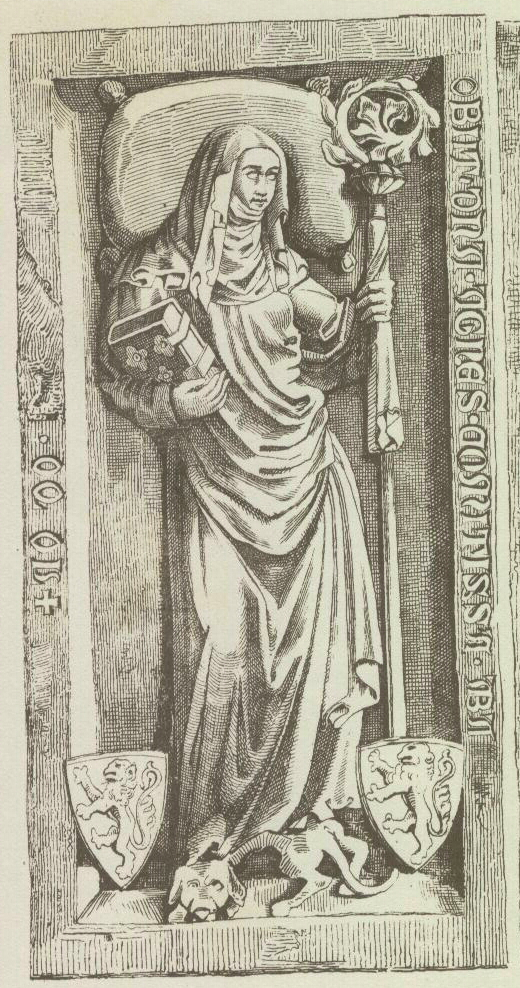
Agnes von Weimar-Orlamünde († 1354)

- 0690: Theodor von Tarsus, aus Tarsus stammender Erzbischof von Canterbury
- 0912: Erchanbald, Fürstbischof von Eichstätt
- 0957: Lantpert von Freising, deutscher Bischof und Heiliger
- 1090: Lucia vom Berg, Einsiedlerin und Heilige
- 1122: Ailbertus von Antoing, Vertreter der Spiritualen, Franziskaner
- 1125: Rusten, Abt von St. Blasien im Südschwarzwald
- 1339: Go-Daigo, 96. Kaiser von Japan
- 1354: Agnes von Weimar-Orlamünde, Äbtissin des Klosters Himmelkron in Oberfranken
- 1356: Geoffroy de Charny, französischer Ritter und Autor
- 1356: Jean de Clermont, Herr von Chantilly, Marschall von Frankreich
- 1356: Peter I., Herzog von Bourbon
- 1356: Walter VI., Graf von Brienne, Conversano und Lecce, Titularherzog von Athen und Connétable von Frankreich
- 1415: Friedrich IV. von Oettingen, Fürstbischof von Eichstätt
- 1417: Johannes Marienwerder, deutscher Theologe
- 1580: Katherine Willoughby, 12. Baroness Willoughby de Eresby, englische Adelige
- 1581: Frans Pourbus der Ältere, niederländischer Maler
- 1587: Wilhelm Hilden, deutscher Philosoph, Philologe, Mathematiker und Hochschullehrer

### 17. Jahrhundert
- 1610: Friedrich IV., Kurfürst von der Pfalz
- 1625: Eitel Friedrich von Hohenzollern, Bischof von Osnabrück
- 1631: Adolf von Schleswig-Holstein-Gottorf, deutscher Adeliger
- 1655: Francisco López de Zúñiga y Meneses, spanischer Offizier und Gouverneur von Chile
- 1676: Paul Chomedey de Maisonneuve, französischer Offizier und Gründer von Montreal

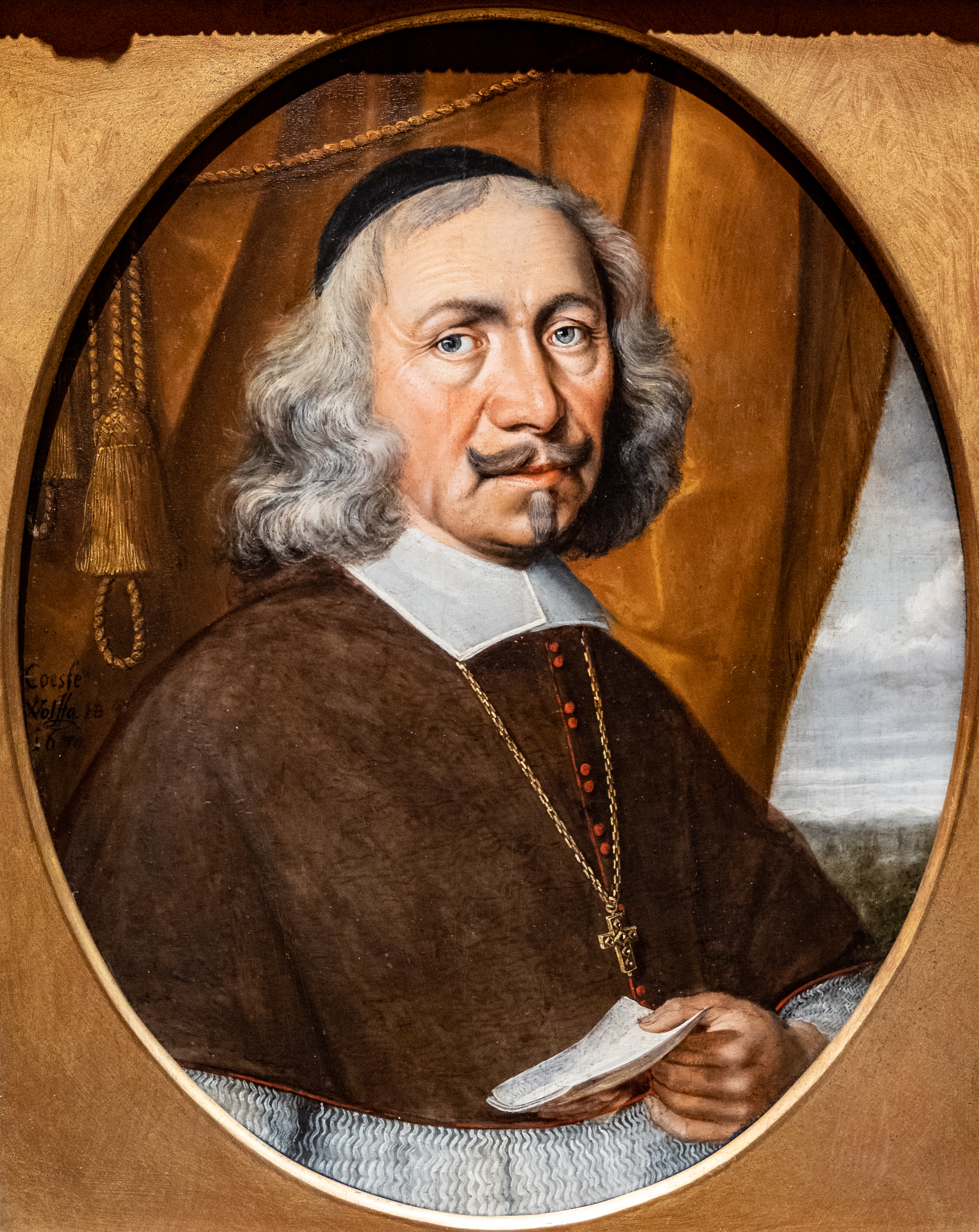
Christoph Bernhard von Galen († 1678)

- 1678: Christoph Bernhard von Galen, Fürstbischof von Münster
- 1686: Johann Georg I., Herzog von Sachsen-Eisenach
- 1687: Johannes Colberg, deutscher lutherischer Theologe
- 1687: Magdalena Hedwig Röder, deutsche Malerin
- 1690: Giovanni Stefano Doneda, italienischer Maler
- 1691: François d’Aubusson de La Feuillade, Marschall von Frankreich
- 1692: Giles Corey, englisch-amerikanischer Farmer, Opfer der Hexenprozesse von Salem
- 1693: Johann Weichard von Valvasor, slowenischer Topograph und Historiker

### 18. Jahrhundert

Ole Rømer († 1710)

- 1710: Ole Rømer, dänischer Astronom
- 1724: Glikl bas Judah Leib, deutsch-jüdische Kauffrau, auch bekannt als Glückel von Hameln
- 1729: Philipp Honorius von Ravensteyn, niederländischer Architekt und Hofbaumeister in Kurtrier
- 1730: Johann Heinrich Ulrich, Schweizer reformierter Theologe
- 1732: Ogasawara Nagashige, japanischer Daimyō
- 1734: Friedrich Ludwig von Württemberg-Winnental, kurfürstlich-sächsischer Reitergeneral und kaiserlicher Generalfeldzeugmeister
- 1735: Ludwig Andreas Gotter, deutscher Kirchenlieddichter und Jurist
- 1736: Theophan Prokopowitsch, Erzbischof von Nowgorod
- 1740: Bartolomeu Bueno da Silva, brasilianischer Bandeirante
- 1745: Ernst Salomon Cyprian, deutscher lutherischer Theologe und Bibliothekar
- 1751: Franz Xaver Forchner, schwäbischer Maler
- 1754: Johann Peter van Ghelen, österreichischer Buchdrucker und Buchhändler
- 1756: Josef Antonín Sehling, böhmischer Komponist

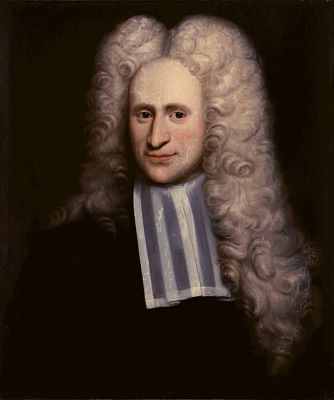
Pieter van Musschenbroek († 1761)

- 1761: Pieter van Musschenbroek, niederländischer Naturwissenschaftler
- 1767: Johann Peter Migendt, deutscher Orgelbauer
- 1772: Henriette-Louise de Bourbon, Äbtissin von Beaumont-lés-Tours
- 1774: Karl Gottlob Hofmann, deutscher lutherischer Theologe und Historiker
- 1781: Tobias Furneaux, britischer Entdecker, umsegelte als erster die Erde in beide Richtungen
- 1785: Maria Antonia von Spanien, Königin von Sardinien-Piemont
- 1797: Lazare Hoche, französischer General der Revolutionszeit
- 1800ː Sophie Brentano, Schwester von Clemens Brentano

### 19. Jahrhundert

Luisa Maria von Bourbon-Sizilien († 1802)

- 1802: Luisa Maria von Bourbon-Sizilien, Großherzogin der Toskana
- 1806: Franz Samuel Karpe, Philosoph und Hochschullehrer
- 1810: Gabriel de Avilés, spanischer Offizier und Kolonialverwalter in Südamerika
- 1812: Mayer Amschel Rothschild, deutscher Bankier
- 1816: Joseph Alston, US-amerikanischer Politiker
- 1818: Olof Peter Swartz, schwedischer Botaniker
- 1820: Johann Georg Meusel, deutscher Historiker und Lexikograf
- 1826: Johann Konrad Schiede, deutscher Pfarrer und Autor
- 1827: Morten Thrane Brünnich, dänischer Zoologe und Mineraloge
- 1831: Anton Hye, österreichischer römisch-katholischer Geistlicher, Pädagoge und Autor
- 1836: Louise Humann, Freundin des Gründers der Kongregation Schwestern Unserer Lieben Frau von Sion
- 1837: Seerp Gratama, niederländischer Rechtswissenschaftler
- 1841: Mauatua, tahitianische Siedlerin auf Pitcairn
- 1843: Gaspard Gustave de Coriolis, französischer Mathematiker und Physiker
- 1854: George Arthur, Gouverneur von Bombay, Britisch-Honduras, Van-Diemens-Land und Oberkanada

Makari Iwanow († 1860)

- 1860: Makari Iwanow, russischer Mönch
- 1862: Dorothea von Sagan, Herzogin von Dino, Herzogin von Talleyrand und Herzogin von Sagan
- 1866: Christian Hermann Weisse, deutscher evangelischer Theologe und Philosoph
- 1872: Joseph Ignatz Peter, badischer Beamter, Teilnehmer an der Badischen Revolution 1848/49
- 1873: Jean Victor Coste, französischer Naturforscher
- 1873: Giambattista Donati, italienischer Astronom
- 1881: Harry Bock von Wülfingen, deutscher Maschinenbauingenieur
- 1881: James A. Garfield, US-amerikanischer Politiker, Staatspräsident
- 1883: August Siemering, deutsch-US-amerikanischer Schriftsteller, Journalist und Zeitungsverleger
- 1886: Edward von Steinle, österreichischer Maler
- 1889: Friedrich Wilhelm Walther von Walderstötten, bayerischer General der Infanterie
- 1895: Josip Lendovšek, slowenischer Philologe und Pädagoge
- 1895ː Geraldine van de Sande Bakhuyzen, niederländische Malerin
- 1896: Fanny Simonsen, australische Sängerin und Musikpädagogin
- 1897: Kornel Ujejski, polnischer Lyriker
- 1898: George Edward Grey, britischer Politiker
- 1900: Anna Rebecka Hofstad, legendäre norwegische Köchin, deren Spitzname Svarta Bjørn (Schwarzer Bär) war

### 20. Jahrhundert

#### 1901–1950
- 1905: Thomas John Barnardo, irisch-britischer Wohltäter

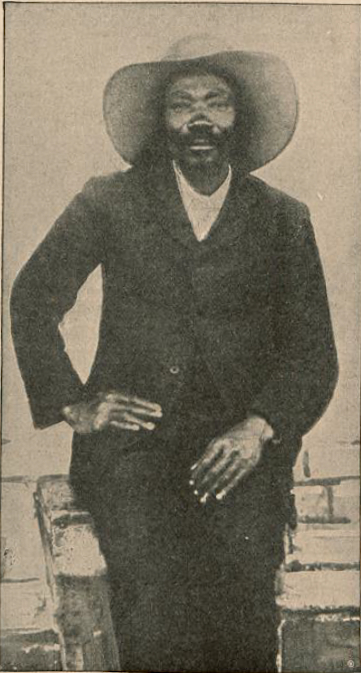
Jakobus Morenga († 1907)

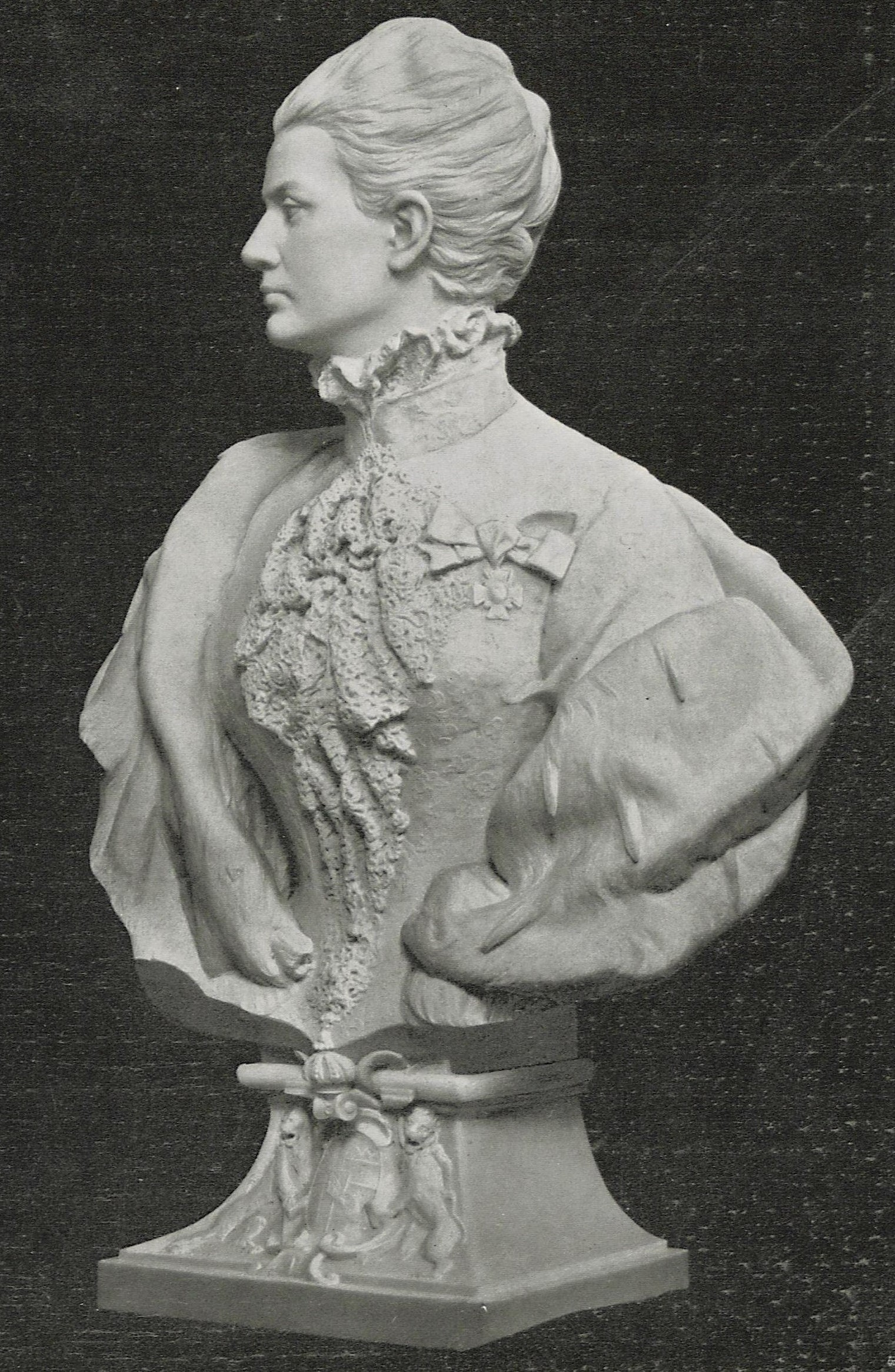
Therese von Bayern († 1925)

- 1907: Jakobus Morenga, südwestafrikanischer Nama-Führer und Guerillakämpfer
- 1910: Paul Lotsij, niederländischer Ruderer
- 1915: David Friedrich Weinland, deutscher Zoologe und Schriftsteller
- 1918: Liza Lehmann, englische Komponistin, Sängerin und Pianistin
- 1925: Georg Schweinfurth, deutscher Afrikaforscher
- 1925ː Therese von Bayern, deutsche Ethnologin, Zoologin, Botanikerin und Anthropologin
- 1925: Paul Torchy, französischer Automobilrennfahrer
- 1927: Michael Ancher, dänischer Maler
- 1930: Hendrik Zwaardemaker, niederländischer Physiologe
- 1931: Gerhard Krahmer, deutscher Archäologe
- 1932: Rudolf Brockhaus, deutscher Prediger und Autor der Brüderbewegung
- 1934: Brito Camacho, portugiesischer Politiker

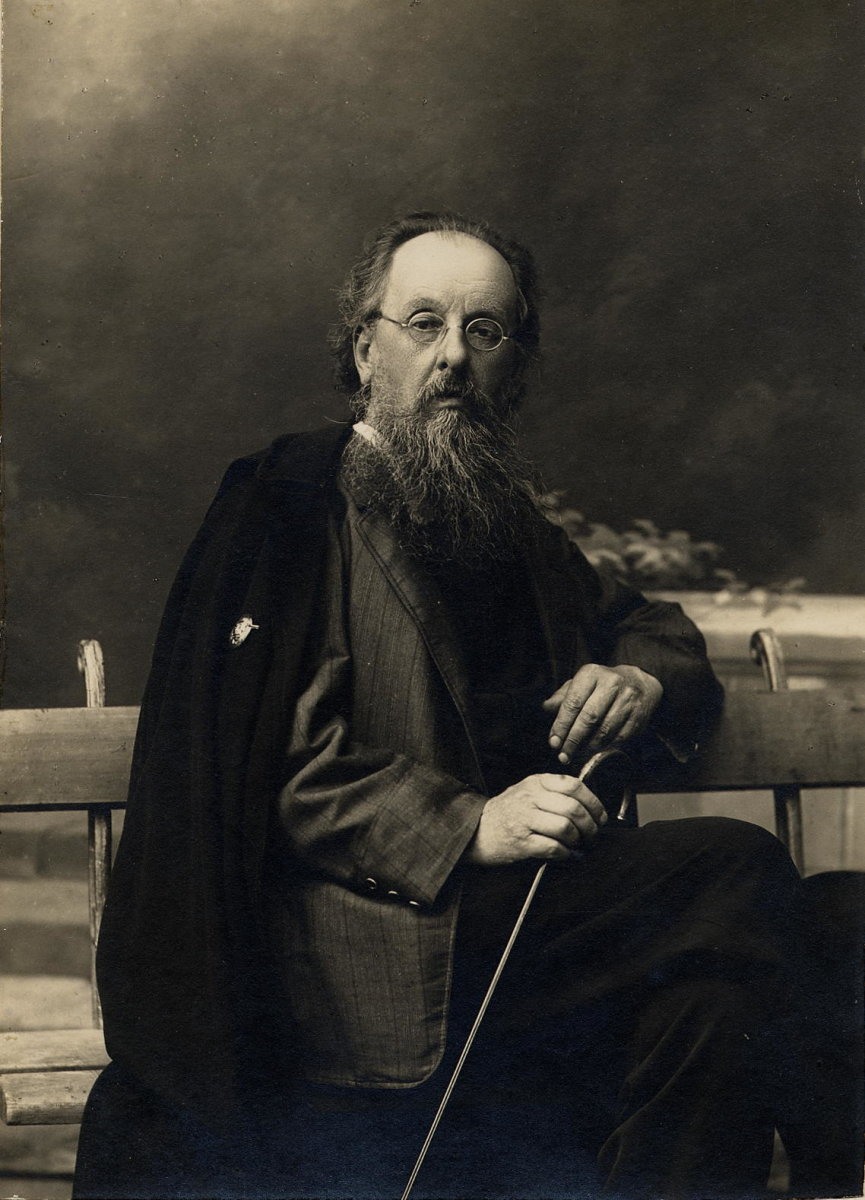
Konstantin Ziolkowski († 1935)

- 1935: Konstantin Eduardowitsch Ziolkowski, russischer Mathematiker und Physiker
- 1937: Sidney M. Goldin, US-amerikanischer Regisseur des jiddischen Films
- 1942ː Charlotte Polak-Rosenberg, niederländische Feministin und Sozialaktivistin, Opfer der Shoah
- 1943: Aleksandrs Apsītis, lettischer Künstler
- 1944: Guy Gibson, britischer Offizier
- 1945: Paul Scheurich, deutscher Maler, Grafiker und Kleinplastiker
- 1949: Robert Poirier, französischer Flieger, Résistancekämpfer und Automobilrennfahrer
- 1949: Nikos Skalkottas, griechischer Komponist

#### 1951–1975
- 1953: Jakob Fleck, österreichischer Filmpionier, Drehbuchautor, Regisseur, Produzent
- 1954: Miles Franklin, australische Schriftstellerin
- 1955: Richard Benz, deutscher Industrieller und Automobilrennfahrer
- 1955: Carl Milles, schwedischer Bildhauer
- 1958: Rudolf Rocker, deutschstämmiger Autor, Historiker und Anarchosyndikalist
- 1962: Ludwig Manfred Lommel, deutscher Humorist

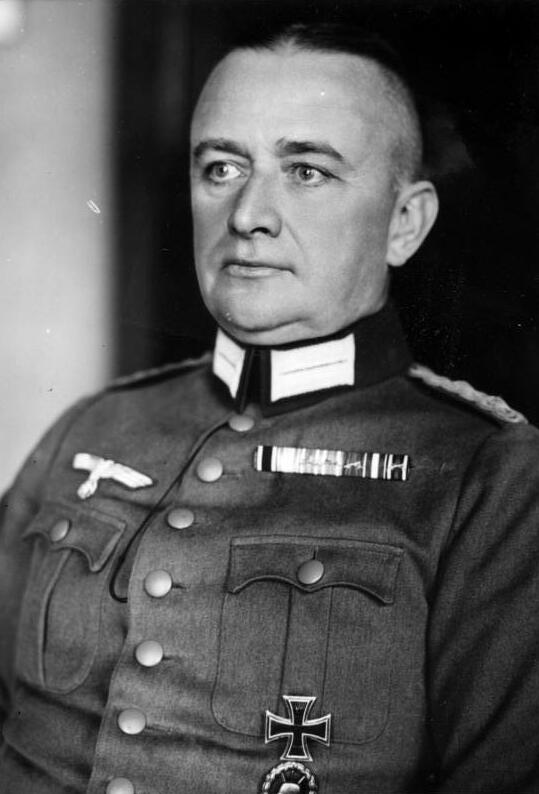
Erich Friderici († 1964)

- 1964: Erich Friderici, deutscher General
- 1964: Levon Madoyan, armenischer Dudukspieler
- 1964ː Phebe Naomi Watson, australische Pädagogin und Lehrerausbilderin
- 1965: Kurt Goldstein, deutscher Arzt und Antifaschist
- 1966: Albert Divo, französischer Automobilrennfahrer
- 1967: Friedrich Herzfeld, deutscher Kapellmeister, Musikschriftsteller und Musikkritiker
- 1967: Sinaida Jewgenjewna Serebrjakowa, russische Malerin
- 1968: Chester Carlson, US-amerikanischer Erfinder, Physiker und Patentanwalt
- 1968: Red Foley, US-amerikanischer Country-Musiker
- 1969: Rex Ingram, US-amerikanischer Schauspieler
- 1970: Paul Fröhlich, deutscher Parteifunktionär, Mitglied des Politbüros des ZK der SED
- 1970: Johannes Heinrich Schultz, deutscher Neurologe und Psychiater

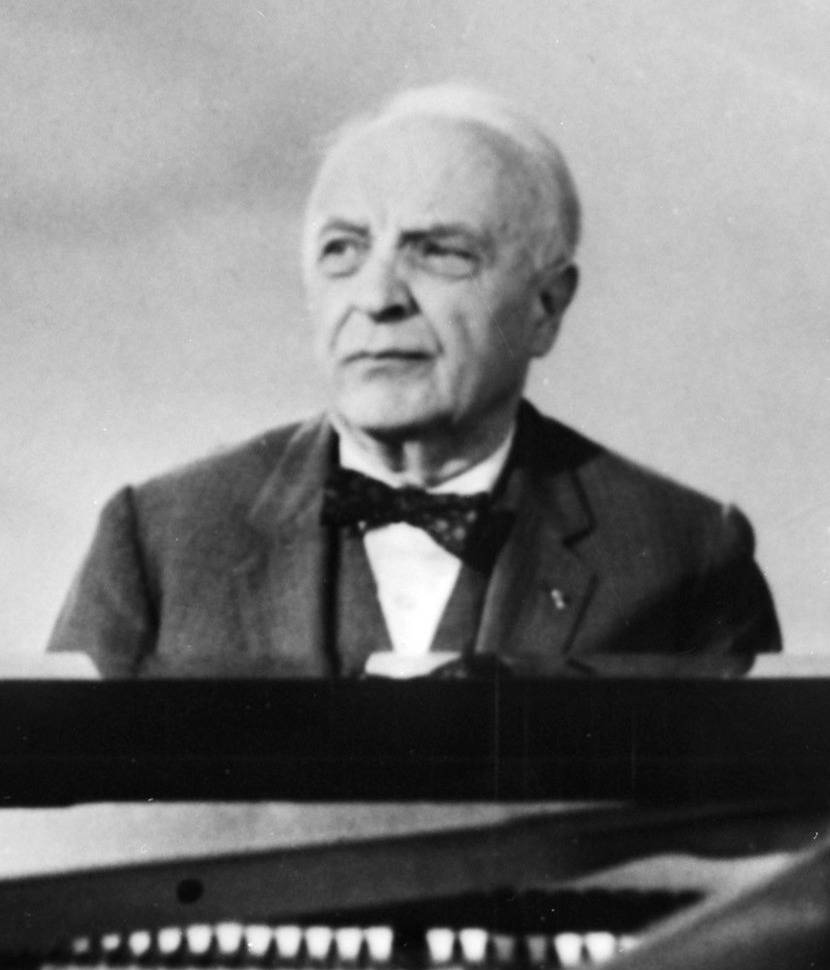
Robert Casadesus († 1972)

- 1972: Robert Casadesus, französischer Pianist
- 1973: Gram Parsons, US-amerikanischer Musiker
- 1974: Soltan Hacıbəyov, aserbaidschanischer Komponist
- 1975: Heinrich Addicks, deutscher Politiker
- 1975: Wend von Wietersheim, deutscher Generalleutnant

#### 1976–2000
- 1977: Kon Tōkō, japanischer Schriftsteller und Politiker
- 1978: Clara Blumenfeld, deutsche Malerin und Illustratorin
- 1978: Étienne Gilson, französischer Philosoph
- 1982: Samuel Barlow, US-amerikanischer Komponist
- 1983: Yusuf Dadoo, südafrikanischer Politiker

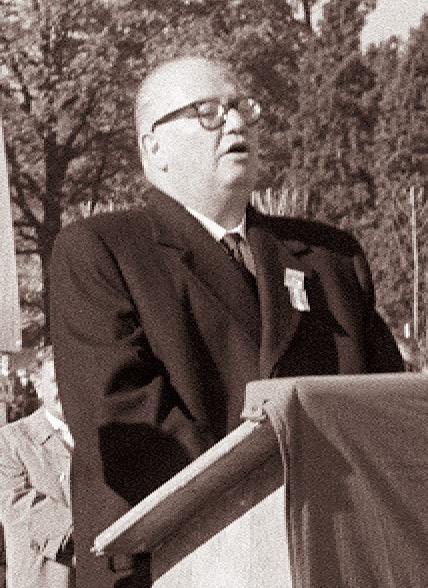
Bruno Pittermann († 1983)

- 1983: Bruno Pittermann, österreichischer Politiker
- 1984: Josef Maria Camenzind, Schweizer katholischer Geistlicher und Schriftsteller
- 1984: Ève Gagnier, kanadische Sopranistin und Schauspielerin
- 1985: Italo Calvino, italienischer Schriftsteller
- 1987: Einar Gerhardsen, norwegischer Politiker
- 1992: William Christopher Atkinson, britischer Romanist, Historiker, Hispanist und Lusitanist
- 1992: Fritz Bauer, deutscher Steuermann im Rudersport
- 1993: Helen Adam, schottisch-US-amerikanische Dichterin und Künstlerin
- 1993: András Mihály, ungarischer Komponist
- 1994: Carleton Sprague Smith, US-amerikanischer Musik- und Kulturwissenschaftler, Bibliothekar, Hochschullehrer und Flötist

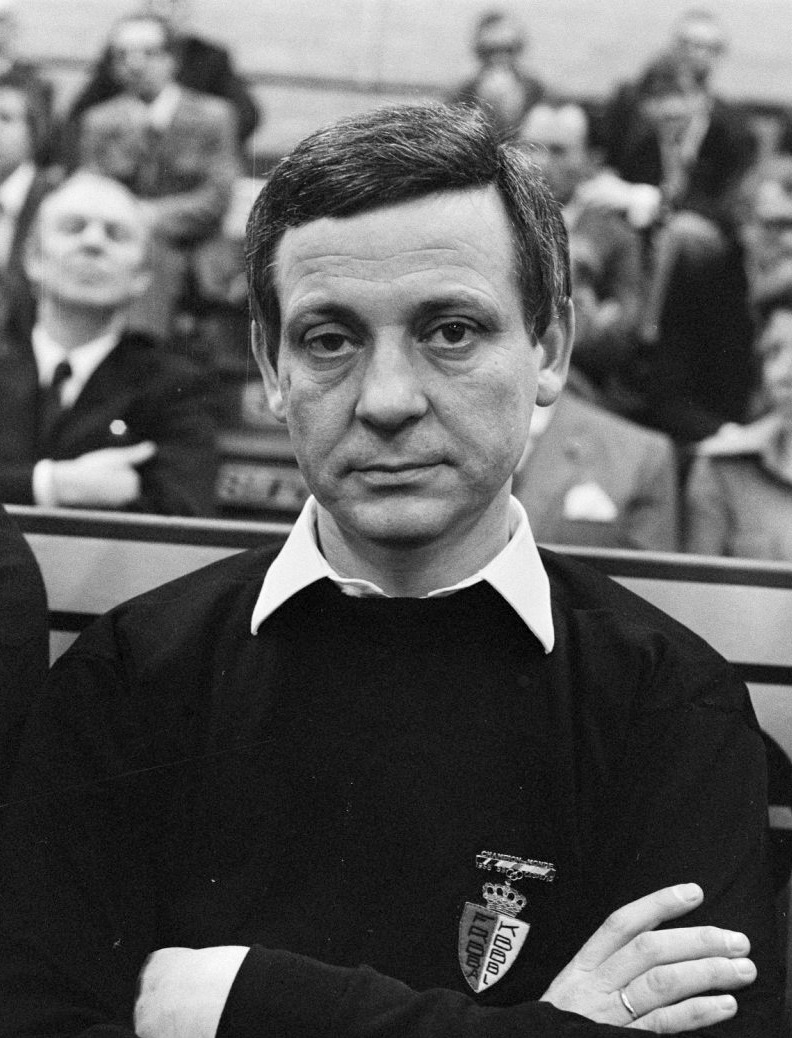
Emile Wafflard († 1994)

- 1994: Emile Wafflard, belgischer Karambolagespieler, Weltmeister
- 1995: Hilda Horak, slowenische Pianistin, Musikpädagogin und Komponistin
- 1995: Rudolf Peierls, deutsch-britischer Physiker
- 1996: Helmut Heißenbüttel, deutscher Schriftsteller
- 1997: Ludwig Kraus, deutscher Ingenieur
- 1998: Patricia Hayes, britische Komikerin und Schauspielerin
- 1998: Wolfgang Kraus, österreichischer Schriftsteller
- 2000: Karl Robatsch, österreichischer Schach-Großmeister und Botaniker

### 21. Jahrhundert
- 2002: John Arundel, kanadischer Eishockeyspieler
- 2002: Robert Guéï, ivorischer Militär, militärischer Führer und Staatspräsident
- 2003: Dursun Akçam, türkischer Schriftsteller
- 2003: Anatol Bahatyrou, belarussischer Komponist
- 2003: Richard Bein, deutscher Nachrichtendienstler
- 2003: Slim Dusty, australischer Sänger und Songwriter
- 2004: Skeeter Davis, US-amerikanische Sängerin
- 2004: Ruth Deutsch Lechuga, österreichische Anthropologin
- 2005: Willie Hutch, US-amerikanischer Sänger und Musikproduzent
- 2006: Volrad Deneke, deutscher Journalist und Soziologe

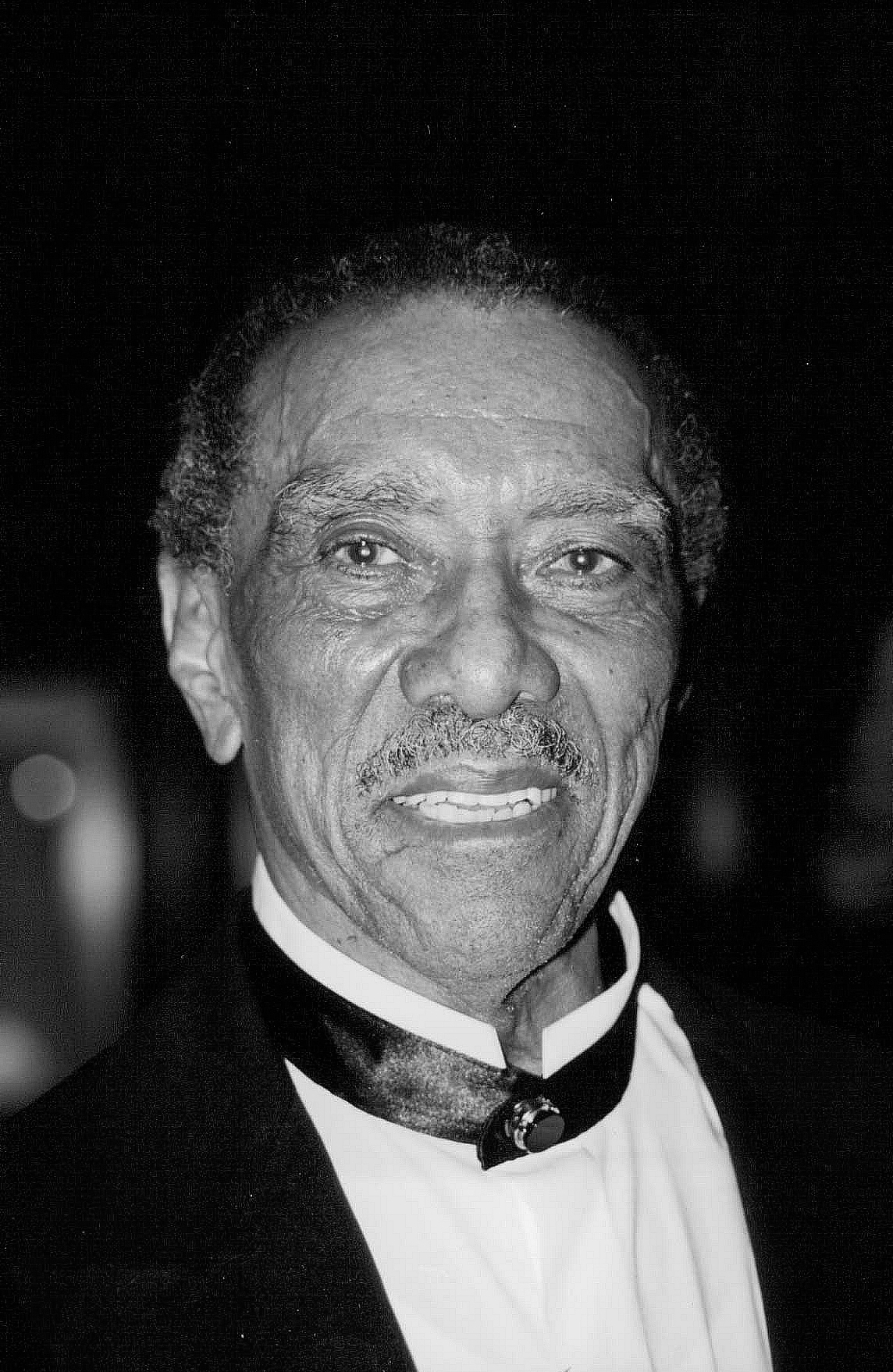
Earl Palmer († 2008)

- 2008: Earl Palmer, US-amerikanischer Rhythm-and-Blues- und Rock-’n’-Roll-Schlagzeuger
- 2008: Alois Piňos, tschechischer Komponist und Musikpädagoge
- 2009: Eva Cassirer, deutsche Philosophin und Astronomin, „Gerechte unter den Völkern“
- 2009: Margarete Taudte, deutsche Film- und Theaterschauspielerin
- 2009: Eduard Zimmermann, deutscher Journalist und Fernsehmoderator
- 2010: Peter Adler, deutscher Politiker
- 2010: László Polgár, ungarischer Opernsänger
- 2011: Ctirad Kohoutek, tschechischer Komponist, Musikpädagoge und -wissenschaftler
- 2011: Bernd Walter Scheithauer, deutsch-amerikanischer Neuropathologe
- 2012: Renate Kolde, deutsche Journalistin und Pilotin
- 2012: Karl Matthäus Winter, deutscher Bildhauer
- 2013: Arnošt Parsch, tschechischer Komponist
- 2013: Hiroshi Yamauchi, japanischer Unternehmer
- 2014: Guntram Brattia, österreichischer Schauspieler und Theaterregisseur
- 2014: Gaby Dlugi-Winterberg, deutsche Fußballspielerin
- 2015: Georg Eder, österreichischer Erzbischof
- 2015: Todd Ewen, kanadischer Eishockeyspieler
- 2016: Karl Dietrich Bracher, deutscher Politologe und Historiker
- 2016: Christel Pappe, deutsche Politikerin und Mitglied des Staatsrates der DDR
- 2016ː Annie Pootoogook, kanadische Inuit-Künstlerin
- 2016: Qu Yinhua, chinesischer Bergsteiger

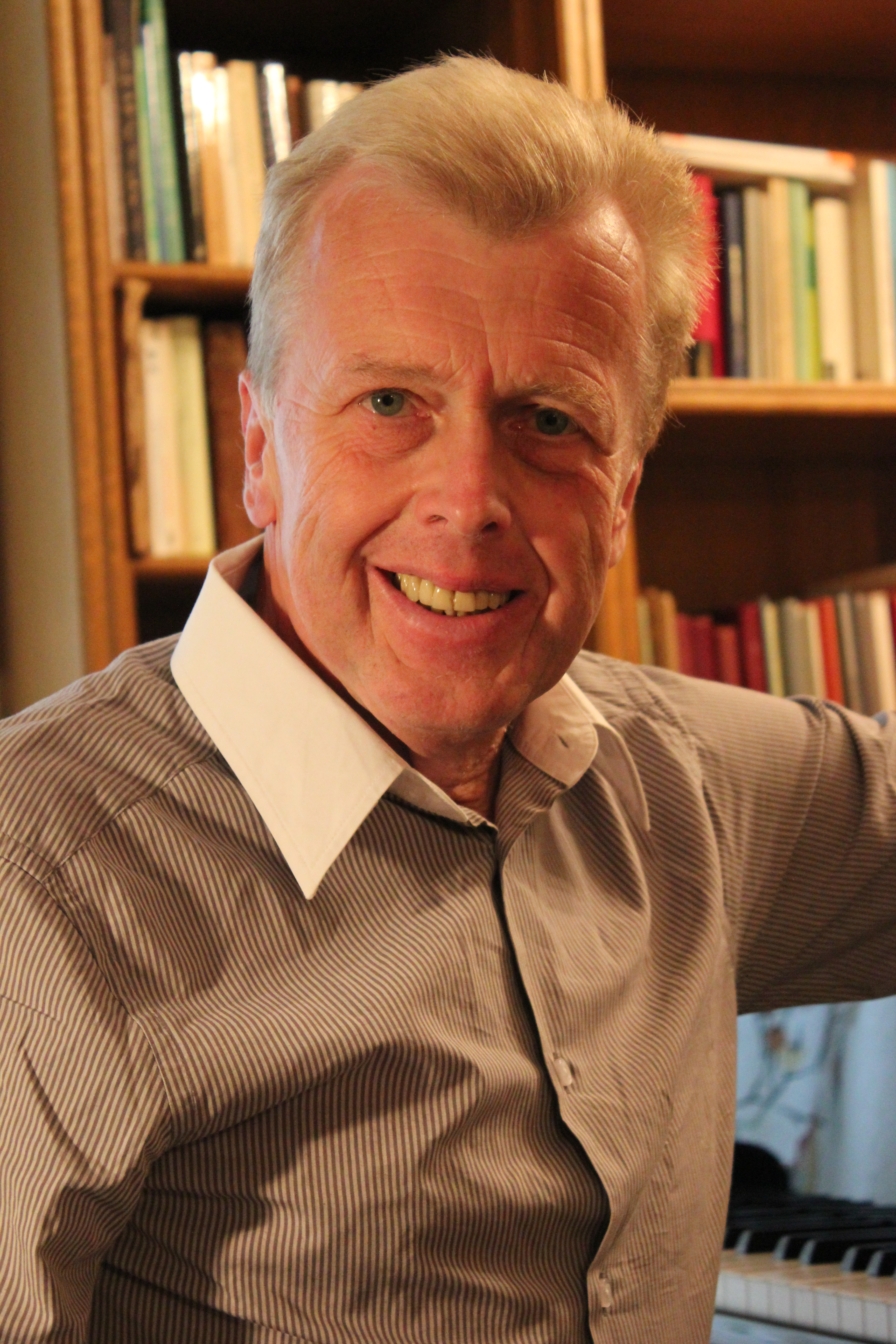
Peter Barcaba († 2017)

- 2017: Peter Barcaba, österreichischer Komponist und Pianist
- 2017: Jake LaMotta, US-amerikanischer Boxer
- 2018: Geta Brătescu, rumänische Künstlerin
- 2018: Vishnu Khare, indischer Autor
- 2019: Zine el-Abidine Ben Ali, tunesischer Politiker
- 2019: Bert Hellinger, deutscher Psychoanalytiker und Familientherapeut
- 2019: Guido Schmezer, Schweizer Archivar und Schriftsteller
- 2020: Lee Kerslake, britischer Schlagzeuger
- 2020: John Turner, kanadischer Politiker
- 2021: Sylvano Bussotti, italienischer Komponist
- 2021: Jimmy Greaves, englischer Fußballspieler
- 2022: Walter Hauser, Schweizer Schriftsteller und Journalist
- 2022: Detlef Zillikens, deutscher Dermatologe
- 2024: Bruno Sacco, italienisch-deutscher Autodesigner

## Feier- und Gedenktage
- Kirchliche Gedenktage:
  - Thomas John Barnardo, irisch-britischer Wohltäter (evangelisch)
- Namenstage
  - Igor, Thorsten, Wilma
- Staatliche Feier- und Gedenktage
  - St. Kitts und Nevis: Unabhängigkeit von Großbritannien (1983)
- Weitere Informationen zum Tag
  - International Talk Like a Pirate Day

Weitere Einträge enthält die Liste von Gedenk- und Aktionstagen.